# Meaux
Pour les articles homonymes, voir Meaux (homonymie).
Meaux (prononcé [mo]) est une commune française située dans le département de Seine-et-Marne en région Île-de-France.
Avec 56 659 habitants au dernier recensement, Meaux est la commune la plus peuplée du département de Seine-et-Marne.
Ancienne capitale de la Brie et du Multien, Meaux est au centre d'une agglomération de 81 613 habitants en 2020, et de la communauté d'agglomération du pays de Meaux, peuplée de 108 278 habitants en 2020. Meaux est, avec Provins, Torcy et Fontainebleau, l'une des quatre sous-préfectures du département de Seine-et-Marne, Melun étant la préfecture.

## Géographie

### Localisation
Meaux se situe à 41 kilomètres à l'est de la cathédrale Notre-Dame de Paris (point zéro des routes de France) et à 49,5 km au nord de Melun (préfecture de Seine-et-Marne).

### Communes  limitrophes
Les communes limitrophes sont Nanteuil-lès-Meaux, Chauconin-Neufmontiers, Poincy, Trilport, Villenoy, Chambry, Crégy-lès-Meaux, Fublaines et Mareuil-lès-Meaux.
| Crégy-lès-Meaux        | Chambry                               | Poincy    |
| Chauconin-Neufmontiers | Meaux                                 | Trilport  |
| Villenoy               | Mareuil-lès-Meaux, Nanteuil-lès-Meaux | Fublaines |

### Géologie et relief
La commune est classée en zone de sismicité 1, correspondant à une sismicité très faible. L'altitude varie de 39 mètres à 107 mètres pour le point le plus haut, le centre de la ville se situant à environ 51 mètres d'altitude (hôtel de ville).
La commune est installée dans une cuvette, creusée dans le plateau de la Brie par la Marne. La rivière qui traverse la ville forme une courte boucle (partiellement non navigable pour les péniches au vrai centre de Meaux, mais des écluses permettent le passage quotidien de ces péniches à hauteur du jardin Ceccaldi) qui entoure le quartier du Marché, et identifie le centre-ville. Le canal de l'Ourcq (qui suit en partie l’ancien lit de la Marne, à Meaux : le Brasset) imprime également son tracé sur la ville depuis le XIXe siècle.

### Hydrographie
Le système hydrographique de la commune se compose de cinq cours d'eau référencés :
- La rivière la Marne, longue de 514,26 km[5], principal affluent de la Seine. À Meaux, elle est autorisée à la navigation de péniches et autres embarcations motorisées. Meaux possède un port de plaisance et club d'aviron et de Canoë/Kayak dont les embarcations évoluent sur la Marne. Meaux possède également une plage en bord de Marne, la ville étant une des rares villes à pouvoir se vanter d'avoir dans la Marne, une eau propre à la baignade ;
- le canal Cornillon ou canal 01 du Luxembourg[6], long de 0,57 km, coupe le méandre de la Marne entre Villenoy et Meaux ;
- le canal 01 de la Commune de Meaux, 0,59 km[7] qui relie la Marne au canal de l'Ourcq ;
- le canal de Meaux à Chalifert, long de 12,60 km[8], coupe plusieurs méandres de la Marne, entre Meaux (au niveau du canal Cornillon) et Chalifert ;
- le canal de l'Ourcq, long de 96,55 km[9].

La longueur linéaire globale des cours d'eau dans la commune est de 14,3 km.
Le niveau d'eau de la Marne est contrôlé par le Barrage de Meaux, un barrage à hausses, enjambant la Marne à la hauteur de Villenoy.

### Climat
En 2010, le climat de la commune est de type climat océanique dégradé des plaines du Centre et du Nord, selon une étude du CNRS s'appuyant sur une série de données couvrant la période 1971-2000. En 2020, Météo-France publie une typologie des climats de la France métropolitaine dans laquelle la commune est exposée à un climat océanique altéré et est dans la région climatique Nord-est du bassin Parisien, caractérisée par un ensoleillement médiocre, une pluviométrie moyenne régulièrement répartie au cours de l’année et un hiver froid (3 °C).
Pour la période 1971-2000, la température annuelle moyenne est de 11,3 °C, avec une amplitude thermique annuelle de 15,2 °C. Le cumul annuel moyen de précipitations est de 706 mm, avec 11,4 jours de précipitations en janvier et 7,7 jours en juillet. Pour la période 1991-2020, la température moyenne annuelle observée par la station météorologique la plus proche, située à Changis-sur-Marne à 10 km à vol d'oiseau, est de 11,9 °C et le cumul annuel moyen de précipitations est de 710,1 mm,. Pour l'avenir, les paramètres climatiques de la commune estimés pour 2050 selon différents scénarios d'émission de gaz à effet de serre sont consultables sur un site dédié publié par Météo-France en novembre 2022.

### Milieux naturels et biodiversité

#### Réseau Natura 2000

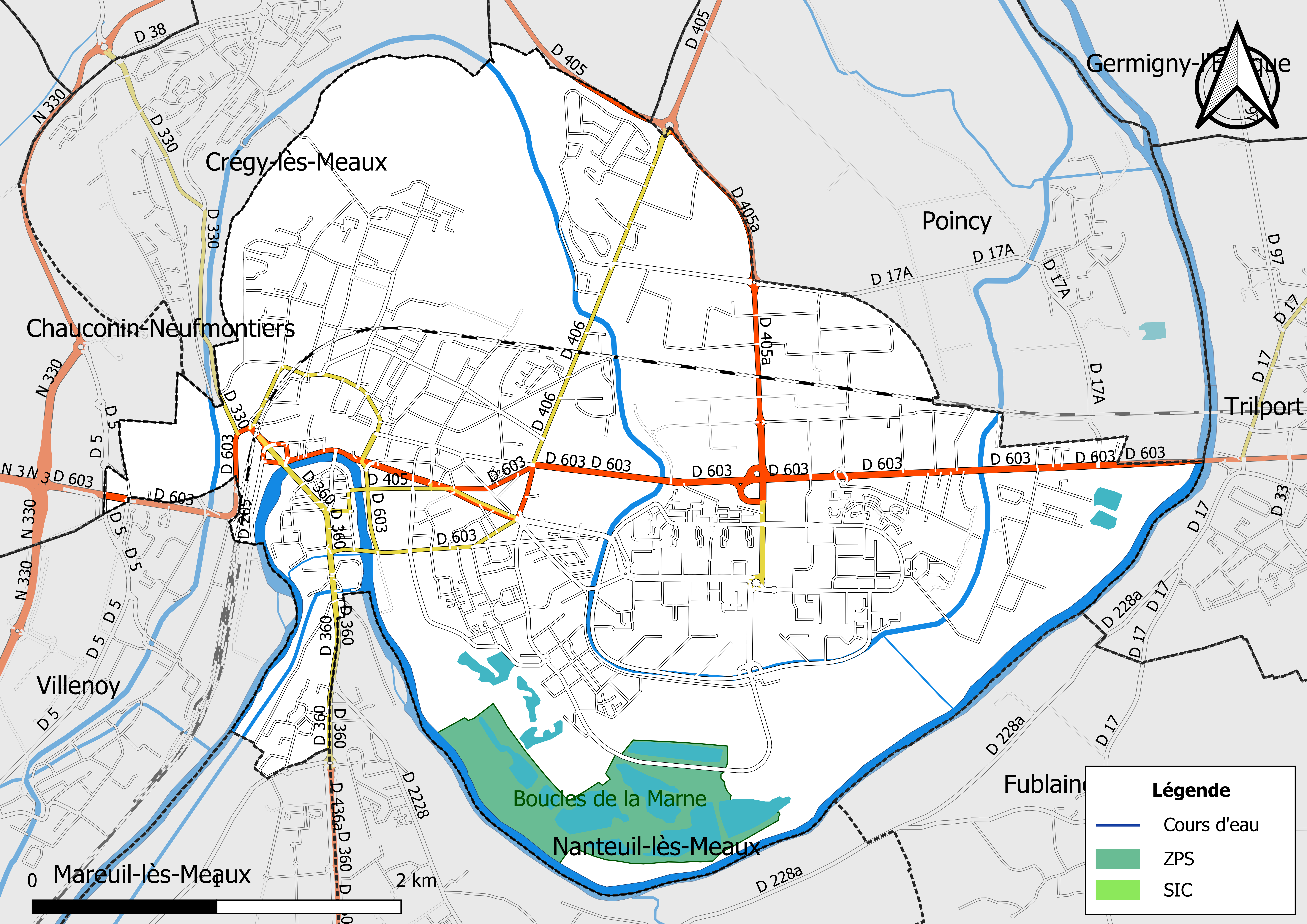
Sites Natura 2000 sur le territoire communal.

Le réseau Natura 2000 est un réseau écologique européen de sites naturels d’intérêt écologique élaboré à partir des Directives « Habitats » et « Oiseaux ». Ce réseau est constitué de Zones spéciales de conservation (ZSC) et de Zones de protection spéciale (ZPS). Dans les zones de ce réseau, les États Membres s'engagent à maintenir dans un état de conservation favorable les types d'habitats et d'espèces concernés, par le biais de mesures réglementaires, administratives ou contractuelles.
Un  site Natura 2000 a été défini dans la commune au titre de la « directive Oiseaux », :  
- les « Boucles de la Marne », d'une superficie de 2 641 ha, un lieu refuge pour une population d’Œdicnèmes criards d’importance régionale qui subsiste malgré la détérioration des milieux[19],[20].

#### Zones naturelles d'intérêt écologique, faunistique et floristique

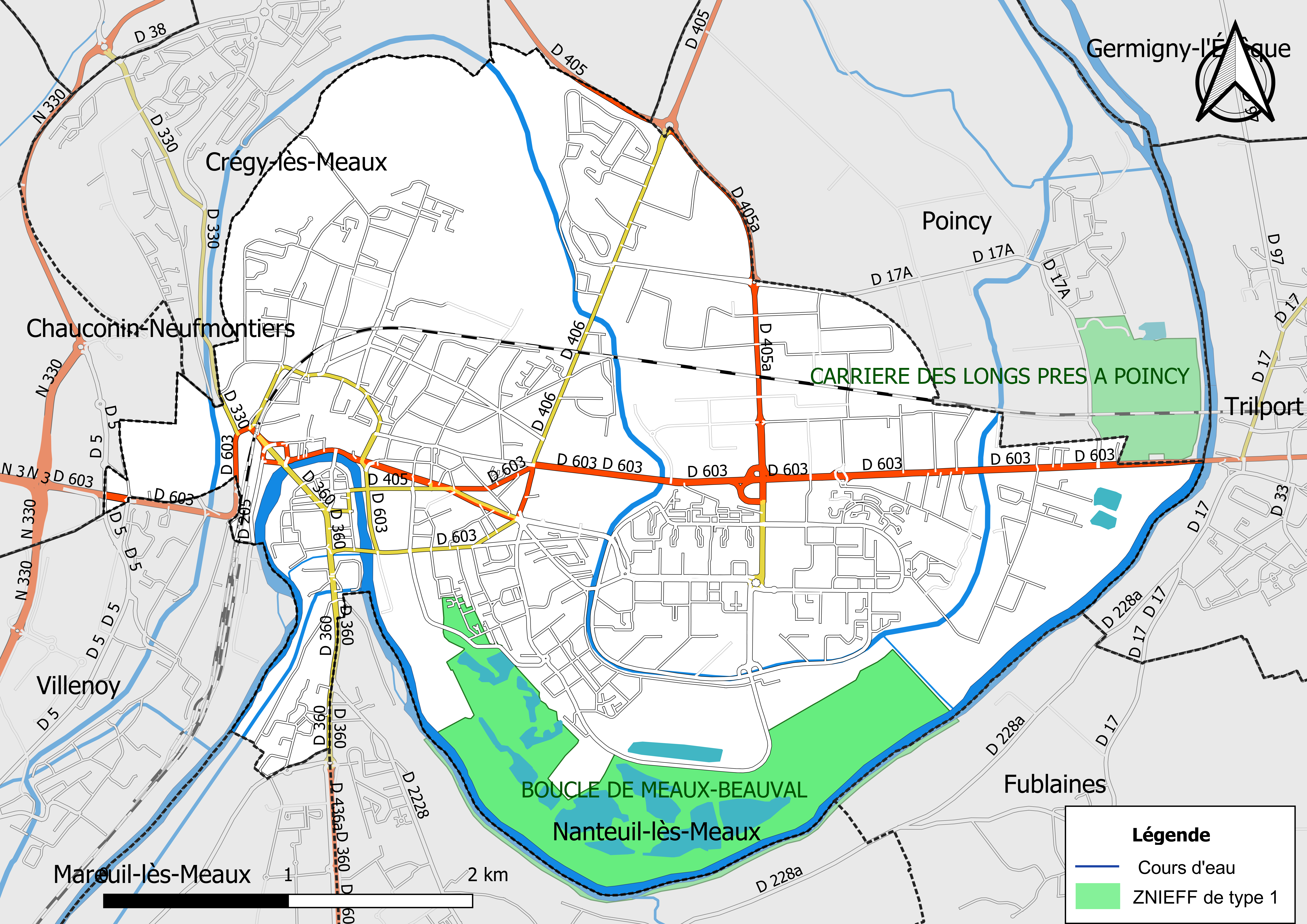
Carte des ZNIEFF de type 1 localisées sur le territoire de la commune.

L’inventaire des zones naturelles d'intérêt écologique, faunistique et floristique (ZNIEFF) a pour objectif de réaliser une couverture des zones les plus intéressantes sur le plan écologique, essentiellement dans la perspective d’améliorer la connaissance du patrimoine naturel national et de fournir aux différents décideurs un outil d’aide à la prise en compte de l’environnement dans l’aménagement du territoire.
Le territoire communal de Meaux comprend une ZNIEFF de type 1,,, 
la « Boucle de Meaux-Beauval » (193,94 ha).

## Urbanisme

### Typologie
Au 1er janvier 2024, Meaux est catégorisée grand centre urbain, selon la nouvelle grille communale de densité à sept niveaux définie par l'Insee en 2022.
Elle appartient à l'unité urbaine de Meaux, une agglomération intra-départementale regroupant sept  communes, dont elle est ville-centre,,. Par ailleurs la commune fait partie de l'aire d'attraction de Paris, dont elle est une commune d'un pôle secondaire,. Cette aire regroupe 1 929 communes,.

### Occupation des sols simplifiée
Le territoire de la commune se compose en 2017 de 30,22 % d'espaces agricoles, forestiers et naturels, 16,02  % d'espaces ouverts artificialisés et 53,76 % d'espaces construits artificialisés.
Par ailleurs, 4,3 % de la superficie de Meaux, est couverte par des eaux continentales.

### Morphologie urbaine
La commune compte 69 lieux-dits administratifs répertoriés consultables ici.
La ville est divisée en plusieurs quartiers (liste non exhaustive) :
- Les Hauts de Chantereine : situé près du Musée de la Grande Guerre et du Mémorial américain sur la route de Varreddes à l'entrée de la ville. Le quartier se compose entièrement de pavillons.
- La Corniche : qui surplombe une partie de la ville. Le quartier se situe à proximité de la zone d'activités de l'Arpent Videron et celui de la Bauve.
- La Grosse Pierre
- Cité Administrative : comme son nom l'indique, celui-ci se compose majoritairement de bâtiments administratifs comme le palais de Justice, la sous-préfecture ou encore le commissariat de police. Le quartier est centré autour de la place de l'Europe.
- Dunant (anciennement La Pierre Collinet) : situé non loin du quartier de Beauval, le quartier se compose d'appartements, de commerces à proximité mais aussi par le parc du Pâtis, poumon vert de la ville. Le collège Dunant est le principal établissement scolaire du quartier.
- Beauval : le plus peuplé de la ville avec le centre commercial de la Verrière très fréquenté par les habitants du quartier. Composé majoritairement d'appartements et de HLM, le quartier connaît de profondes transformations notamment avec la destruction de grandes tours d'immeubles.
- Centre-ville : cœur de ville, le centre-ville est structuré autour du centre historique de la ville avec la mairie de Meaux, la cathédrale et son palais épiscopal. S'y trouvent également de nombreux commerces avec des promenades piétonnes. Le quartier est bien desservi grâce à la gare de Meaux qui s'y trouve, véritable pôle important de la ville dans lequel se concentrent la gare ferroviaire pour rejoindre Paris (via la ligne P) mais aussi la gare routière de la ville avec de nombreuses lignes de bus qui relient la plupart des quartiers de la ville mais aussi les communes voisines.
- Marché : comme son nom l'indique, ce quartier abrite un marché couvert. Celui-ci connaît également de nombreuses transformations à commencer par les travaux autour du square Georges Brassens.
- Grande-île-Luxembourg : dans lequel se situe la Médiathèque du Luxembourg, un des pôles culturels de la ville (théâtre, bibliothèque...), l'IUT de Marne-la-Vallée reliée par l'Université Gustave Eiffel.
- Hôpital-Frot : dans lequel se situe l'hôpital de Meaux, le collège Frot, la piscine Frot...
- Le Clos Godet : le quartier est situé à proximité de la commune voisine de Mareuil-lès-Meaux
- Le Val Fleuri / Les Platanes
- Foch-Guynemer

### Habitat et logement
En 2018, le nombre total de logements dans la commune était de 24 849, alors qu'il était de 23 263 en 2013 et de 20 907 en 2008.
Parmi ces logements, 91,4 % étaient des résidences principales, 0,7 % des résidences secondaires et 7,9 % des logements vacants. Ces logements étaient pour 20,1 % d'entre eux des maisons individuelles et pour 78,9 % des appartements.
Le tableau ci-dessous présente la typologie des logements à Meaux en 2018 en comparaison avec celle de Seine-et-Marne et de la France entière. Une caractéristique marquante du parc de logements est ainsi une proportion de résidences secondaires et logements occasionnels (0,7 %) inférieure à celle du département (2,9 %) mais supérieure à celle de la France entière (9,7 %). Concernant le statut d'occupation de ces logements, 37,7 % des habitants de la commune sont propriétaires de leur logement (34,3 % en 2013), contre 61,8 % pour la Seine-et-Marne et 57,5 pour la France entière.
| Typologie                                               | Meaux | Seine-et-Marne | France entière |
| ------------------------------------------------------- | ----- | -------------- | -------------- |
| Résidences principales (en %)                           | 91,4  | 90,3           | 82,1           |
| Résidences secondaires et logements occasionnels (en %) | 0,7   | 2,9            | 9,7            |
| Logements vacants (en %)                                | 7,9   | 6,8            | 8,2            |

La ville de Meaux est marquée par un grand pourcentage de logements sociaux, dû à la construction dans les années 1960 de deux quartiers de grands ensembles : Beauval et la Pierre Collinet. Ce pourcentage a pu représenter jusque 60 % de logement social pour la ville, et même 80 % sur le seul quartier de Beauval.
Les politiques successives de rénovation urbaine engagées depuis les années 1990 sur la ville ont toutes tendu à réduire ce pourcentage : notamment en démolissant une partie du bâtiment construit dans les années 1960 (tours et barres HLM), l'ensemble converge vers une reconstruction de « logements à taille humaine »,. De plus, les logements reconstruits ne sont pas systématiquement sociaux, la promotion immobilière privée et la construction de zones pavillonnaires sont favorisées. En 2010, le pourcentage de logement social se situe autour de 40 % pour l'ensemble de la ville[réf. nécessaire].
Le 22 novembre 2015 marque une nouvelle phase dans ce projet, par la démolition d'immeubles HLM à Beauval, les tours Auvergne et Artois.
En 2017, le nombre total de logements dans la commune était de 24 473 dont 20 % de maisons (maisons de ville, corps de ferme, pavillons, etc.) et 79,1 % d'appartements.
Parmi ces logements, 91,4 % étaient des résidences principales, 0,7 % des résidences secondaires et 7,9 % des logements vacants.
En 2017 également, la part des foyers fiscaux propriétaires de leur résidence principale s'élevait à 37,9 % contre 60,6 % de locataires dont, 33,5 % de logements HLM loués vides (logements sociaux) et, 1,6 % logés gratuitement.

### Projets d'aménagements
Parmi les projets d'aménagements futurs de la Ville, un projet d'éco-quartier qui doit se formaliser autour de grands axes routiers de la ville : l'avenue Salvador-Allende, l'avenue Foch, l'avenue Roosevelt, l'avenue Joffre et la réhabilitation des quartiers Beauval-Collinet.
Le cœur historique (cathédrale et Saint-Nicolas) bénéficie, par ailleurs, du programme national de revitalisation des quartiers anciens dégradés (PNRQAD).

### Voies de communication et transports

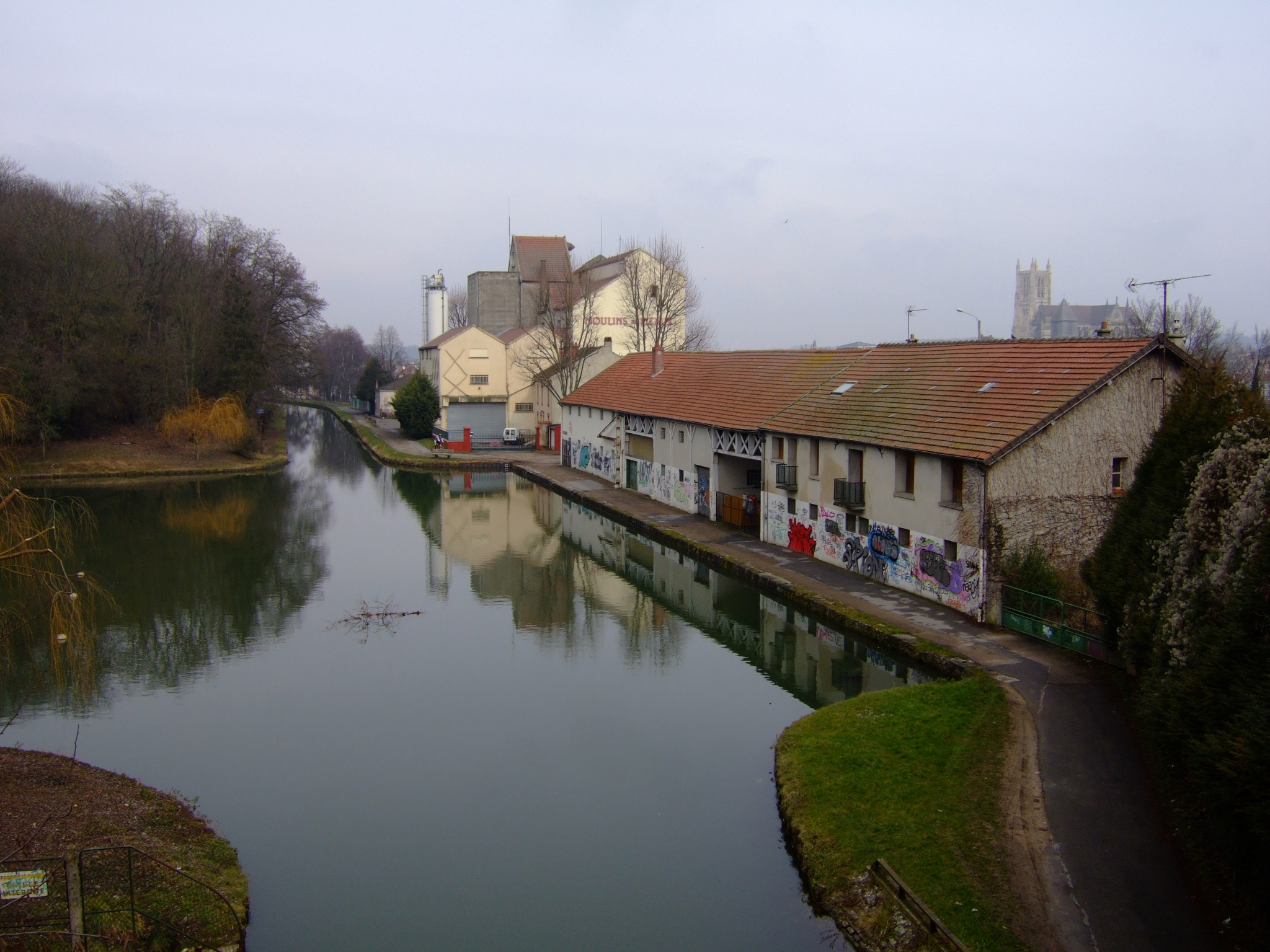
Ancienne gare d'eau du canal de l'Ourcq.

#### Voies de communication
Meaux est traversée par la RN 3, ancienne route royale, dite route d'Allemagne. Elle est également reliée à l'autoroute A4, passant au sud de la ville et desservant l'Est de la France, par la bretelle A140. Cette dernière a été prolongée en 2006 et sert de déviation par l'ouest de Meaux (s'inscrivant dans la logique d'une liaison nord-sud du département, reliant la région de Melun à l'aéroport Roissy Charles-de-Gaulle). L'A140 comporte notamment un viaduc en courbe qui surplombe la vallée, situé au sud-est de l'agglomération et allant vers le nord.
La ville de Meaux possède un réseau de pistes cyclables en expansion. Des pistes cyclables sont présentes à divers endroits (ex : dans le marché, en centre-ville, près du parc du Pâtis, et dans les quartiers Beauval et Collinet-Dunant), sans toutefois pour le moment créer de vraie boucle.
Le sentier de grande randonnée GR1 passe sur le territoire de la commune et se prolonge vers Crégy-lès-Meaux au nord-ouest et Nanteuil-lès-Meaux au sud-ouest.

#### Transports en commun

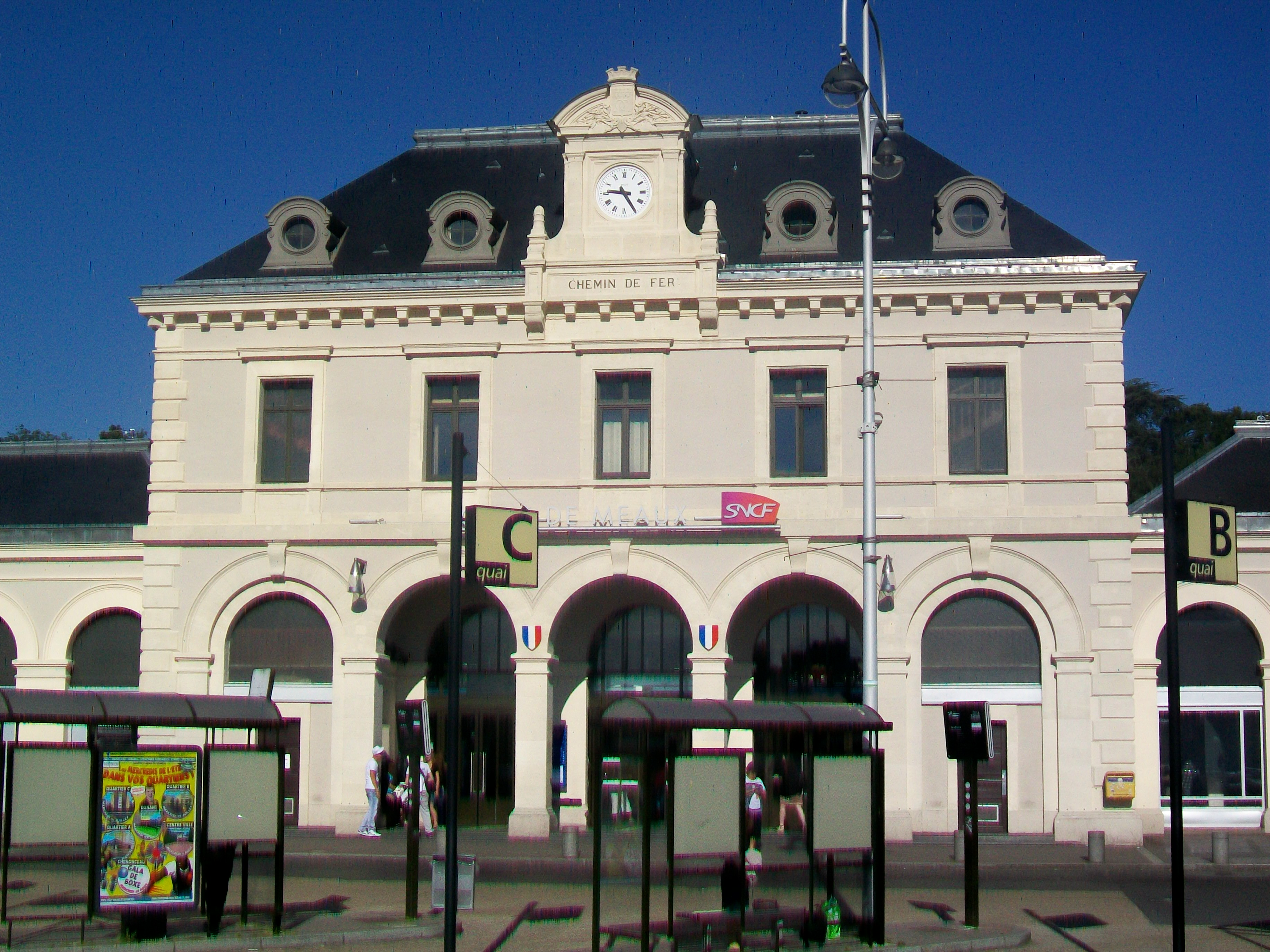
Gare (construite en 1890).

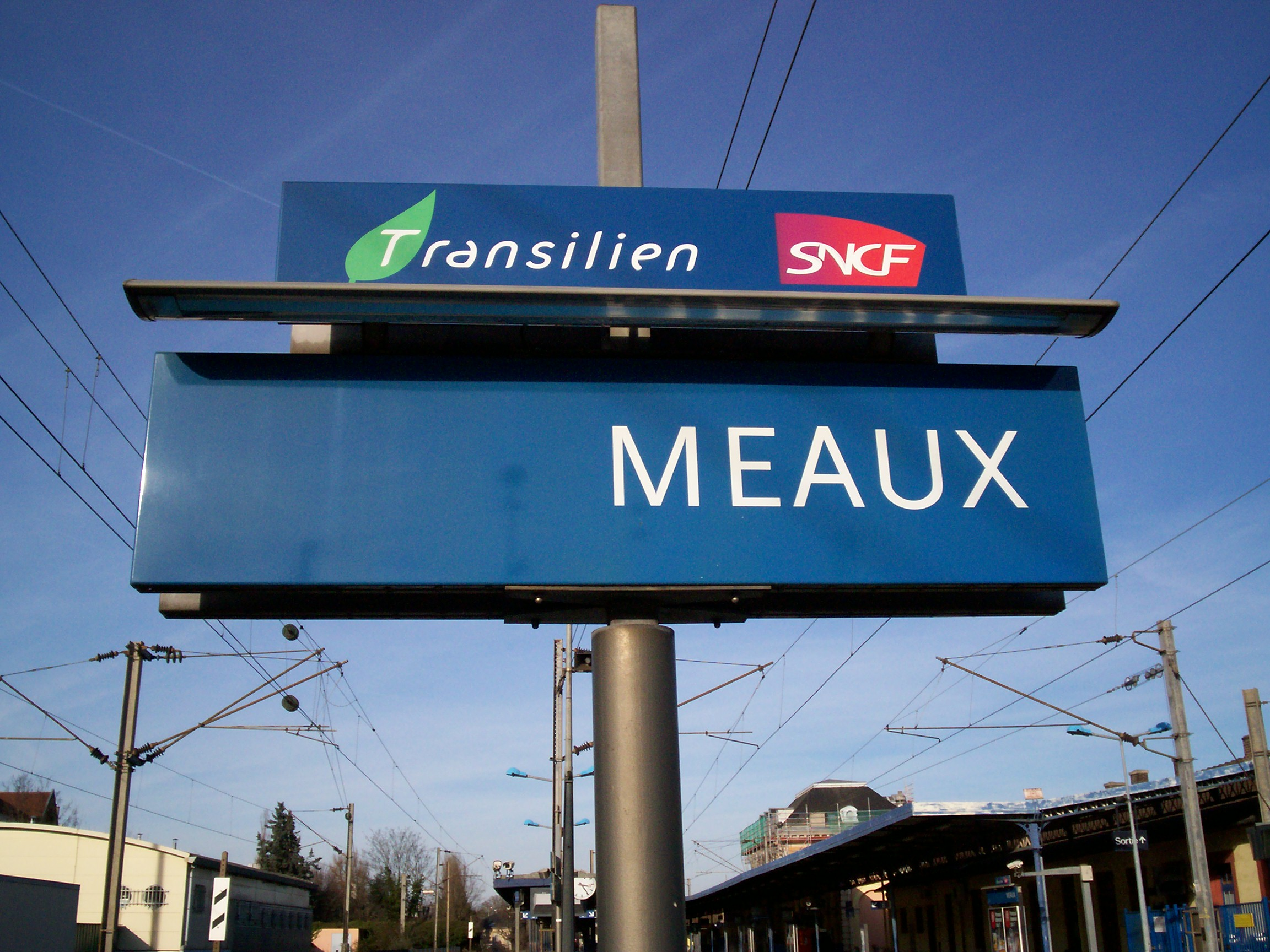
Panneau à la gare de Meaux.

La ville de Meaux est desservie par :
- la ligne P du Transilien, dont les liaisons Paris-Est/Château-Thierry et Paris-Meaux via Chelles qui y effectue son terminus. Des projets à l'étude : le prolongement de la ligne du RER E (terminus actuel à la gare de Chelles-Gournay) et création d'une ligne de transport en site propre entre le terminus actuel du RER A (Marne-la-Vallée - Chessy) et Meaux (inscrits au schéma directeur de la région Île-de-France).

La gare de Meaux est desservie à hauteur d'un train toutes les 30 minutes en heures creuses et d'un train toutes les 15 minutes en heures de pointes. Le temps de trajet entre Paris et Meaux est de 25 minutes via le direct et de 39 minutes via l'omnibus. Elle sert également de correspondance pour les trains à destination de la Ferté Milon et de Château-Thierry.
- Une offre de bus importante est présente à la Gare de Meaux :
  - Réseau de bus Meaux et Ourcq : A, B, C, D, E, F, G, H, I, K, N, R, S, Es, Fs, Ks, Ns, 02, 10, 18, 19, 20, 21, 22, 69, 777
  - Réseau de bus Brie et 2 Morin : 03A, 03B, 12, 18, 56
  - Réseau de bus Roissy Est : 8, 9, 704, 711
  - Noctilien : N141

D'autres lignes du réseau Meaux et Ourcq desservent la commune en dehors de la gare : J, M, O, Js, Ms, Os et TàD Pays de Meaux.

## Toponymie
Le nom de la localité est mentionné sous les formes Meldi (Pline) et Meldorum civitas au Ier siècle (Notitia prov. Galliae) ; Meldensis urbs, Meldensis civitas et Meledus au VIe siècle (Grégoire de Tours) ; Civitas que dicitur Meldis au VIe siècle ; Apud Meldim en 1155 ; Apud Meldis vers 1240 ; Miaux en 1275 ; Meiaus en 1328 ; Meaux en Brie vers 1561.
Le toponyme Meaux (Iatinum ou Iantinum à l'origine), est issu du nom du peuple gaulois des Meldes (Meldi).

## Histoire

### Antiquité
Les Meldes (Lat. Meldi), peuple celte, avait fait de  Iantinum leur capitale. Après la conquête romaine, de « Iantinum civitas Meldorum » seul le nom des Meldes subsiste et la ville prend le nom de Meldis.
La cité gallo-romaine de Iantinum fut établie sous le Haut Empire suivant un quadrillage orthogonal s'étendant de la Marne au sud jusqu'au quartier Saint-Faron au nord, c'est-à-dire dans l'ancien méandre de la rivière (actuellement le Brasset).
Un nombre important d'édifices publics de grande taille sont attestés, tels que forum, théâtre, amphithéâtre, thermes, ainsi qu'un complexe cultuel suburbain au lieu-dit de la Bauve (fanum et amphithéâtre).
Sous le Bas Empire, en raison d'une instabilité politique croissante et de la menace d'invasions, une enceinte fortifiée fut construite dans la partie sud de la ville (vestiges boulevard Jean-Rose) et la partie extra-muros de la ville fut progressivement délaissée.
Le christianisme est prêché chez les Meldes dès le IIIe siècle par saint Denis. Son successeur, saint Saintin, serait le premier évêque de Meaux.

### Moyen Âge
En 861, les Normands pillent Meaux, Melun et toute la région. En 887 (aux mois de mai ou juin), Meaux, qui était commandée par l'évêque Segemond (Segemond ou Segemundus) et le comte Thibert (frère d'Anschéric), était attaquée sans cesse, nuit et jour, par les Vikings. La ville résista longtemps, causant de lourdes pertes aux assiégeants. Toutefois la ville fut prise, Thibert tué, et l'évêque Segemond emmené en captivité.
La richesse de la cité et le défaut de paiement par Charles II le Chauve d'une indemnité aux Vikings à la forteresse d'Oissel les fait occuper la cité notamment en 852 et en 886. Deux conciles se tiennent à Meaux à propos de l'attitude à adopter face à ces taxes. Meaux fut dès le Xe siècle la possession des comtes de Champagne (et, au départ, de leurs ancêtres maternels les Vermandois), qui s'appelaient aussi comtes de Meaux et qui étaient assistés par les vicomtes de Meaux (cf. La Ferté-Ancoul/sous-Jouarre) (ces familles féodales se sont toutes éteintes sous l'Ancien Régime). Le petit fils d'Eudes, Guillaume le Gros fonda l'Abbaye de Meaux en 1150 en compensation d'un pèlerinage qu'il s'était engagé à faire mais qui se révélait irréalisable. La ville revint à la couronne sous Louis X[réf. nécessaire] (roi de Navarre en 1305, roi de France de 1314 à 1316, fils de Philippe le Bel et de Jeanne de Champagne-Navarre). En 1235, le capitulaire de Thibaut IV de Champagne (conservé à la médiathèque de Meaux) mentionne l'existence du canal Cornillon, qui sert à la fois de défense du marché de Meaux qui se tient sur la presqu'île formée par la boucle de la Marne, et aussi de passage pour les bateaux, leur évitant de passer sous le pont encombré par des moulins. Ces moulins brûleront le 17 juin 1920 et ne seront jamais reconstruits. Le comté de Champagne en général, et Meaux en particulier, se signale en 1239 en générant un groupe d'hérétiques cathares, bien loin de sa zone d'origine. Le 22 mai 1239, 183 hérétiques, dont certains de Meaux, sont brûlés vifs à la veille de la Croisade des Barons sur l'ordre de Thibault de Champagne au Mont Aimé.
La guerre de Cent Ans est particulièrement pesante avec son cortège de pillages, de peste et de famines. Cette instabilité conduit les paysans au soulèvement en 1358 sous la conduite de Guillaume Callet : c'est la Grande Jacquerie. Les habitants de Meaux sont favorables à leurs revendications. Par surprise, les troupes royales s'emparent de la forteresse. Les bourgeois de Meaux décident d'assièger le château appelé aussi Marché de Meaux, situé sur une île et où se trouvaient quelques princesses et seigneurs importants. Les bourgeois appellent à l'aide les habitants de Paris et ceux des campagnes. Une troupe de paysans et Parisiens arrive en secours. Le 9 juin, Gaston Fébus, comte de Foix et le captal de Buch arrivent avec une troupe de chevaliers et massacrent une partie des Jacques et Parisiens qui s'enfuient,. En punition, la ville de Meaux est d'abord mise à sac, maisons privées comme églises. La population est elle aussi massacrée. La ville fut livrée aux flammes pendant quinze jours,, son maire pendu, la commune abolie. Enfin, les nobles propagèrent le massacre dans les campagnes. En octobre 1421, Henry V d’Angleterre et ses troupes se composant de 24 000 soldats mirent le siège devant Meaux. La ville tint pendant cinq mois, mais préfère se rendre le 10 mai 1422. Les Anglais sont sans pitié : les défenseurs de la ville sont pendus ou ont la tête tranchée. Curieusement, Sire John de Shepham et Norreis (en) est crédité comme 'gouverneur de Meaux' en 1420. Pourtant, elle fut possédée par les Anglais de 1421 à 1436, puis réunie par la suite définitivement à la couronne de France.
Avec cette restitution, le roi Louis XI confirma, par ses lettres patentes, les anciens privilèges de la cathédrale, octroyées par ses prédécesseurs, en septembre 1464.

### Renaissance - guerres de religion
Meaux est l'une des villes françaises les plus actives en matière de protestantisme au XVIe siècle. Ainsi, le cénacle de Meaux fut fondé en 1521 à la demande de l'évêque Guillaume Briçonnet par son ami et humaniste Jacques Lefèvre d'Étaples alors que Jean Leclerc y prêche dès 1523. En 1546, 14 protestants sont brûlés sur la place publique tandis que nombre d'autres sont bannis. En 1562, la liberté de culte est accordée aux protestants, mais ces derniers tentent de prendre le contrôle de la ville. En 1567, lors de la surprise de Meaux, la famille royale ne doit qu'aux Cent-Suisses d'échapper à la capture par les troupes protestantes du prince de Condé.
La nouvelle du massacre de la Saint-Barthélemy (24 août 1572) atteint Meaux le 25 août. C’est le procureur du roi qui organise le massacre. Sur les 8 000 protestants du bailliage, 600 sont massacrés en deux jours. Meaux prit le parti de la Ligue avant de se rendre à Henri IV en 1593[réf. nécessaire].

### DuXVIIesiècleà la Révolution

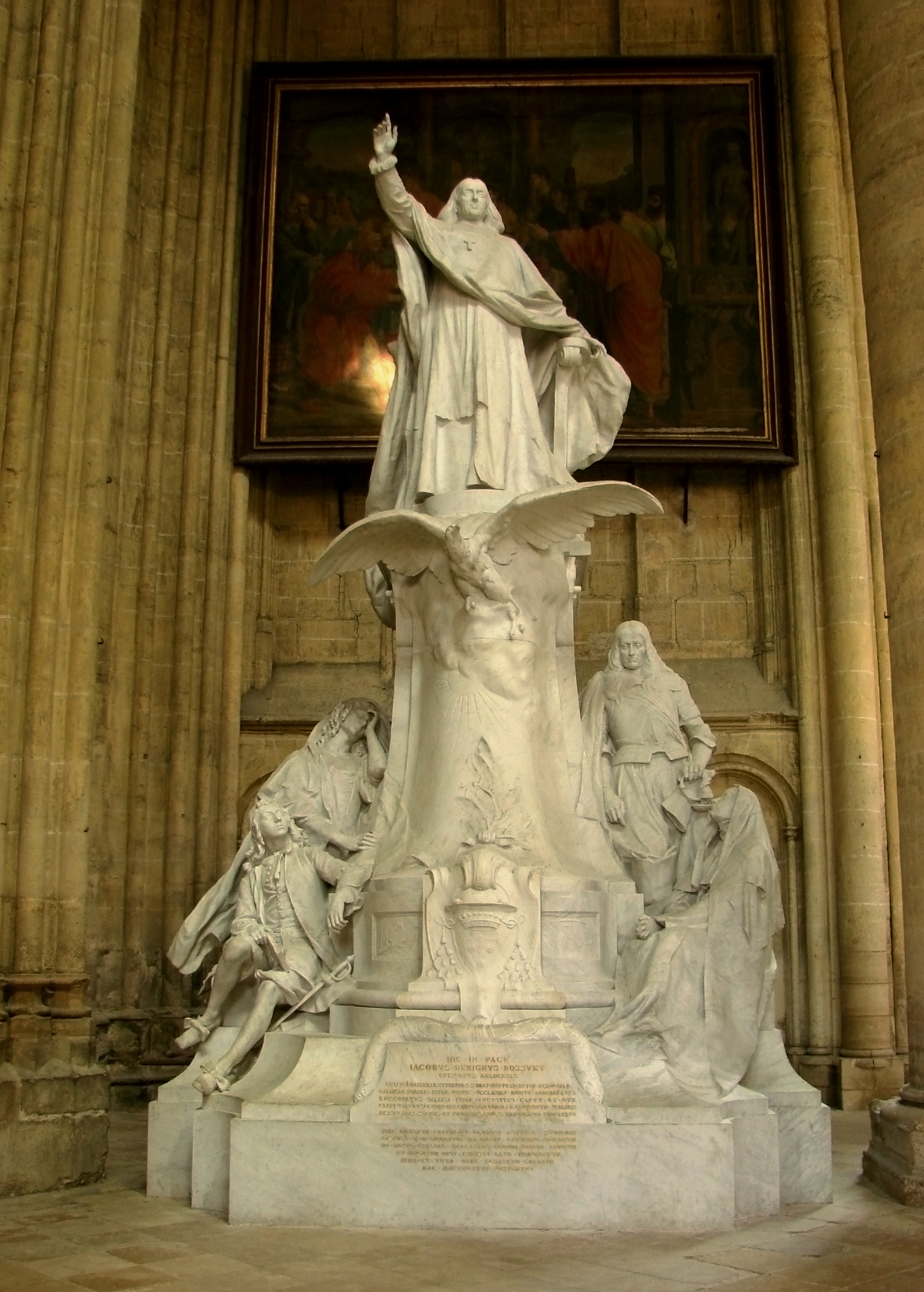
Monument de Jacques-Bénigne Bossuet (1627-1704)
Ernest Henri Dubois (1863-1930)
Cathédrale de Meaux

En 1681, Bossuet fut nommé évêque de Meaux et le resta jusqu'à sa mort en 1704.
La famille royale, lors du dramatique retour de la fuite de Varennes, passe une nuit à Meaux.
Le 4 septembre 1792, les sans-culottes de la ville et des gendarmes en route vers Châlons-sur-Marne massacrent quatorze personnes. C’est un épisode des massacres de Septembre, qui ont débuté le 2 à Paris.

### XIXesiècleetXXesiècle

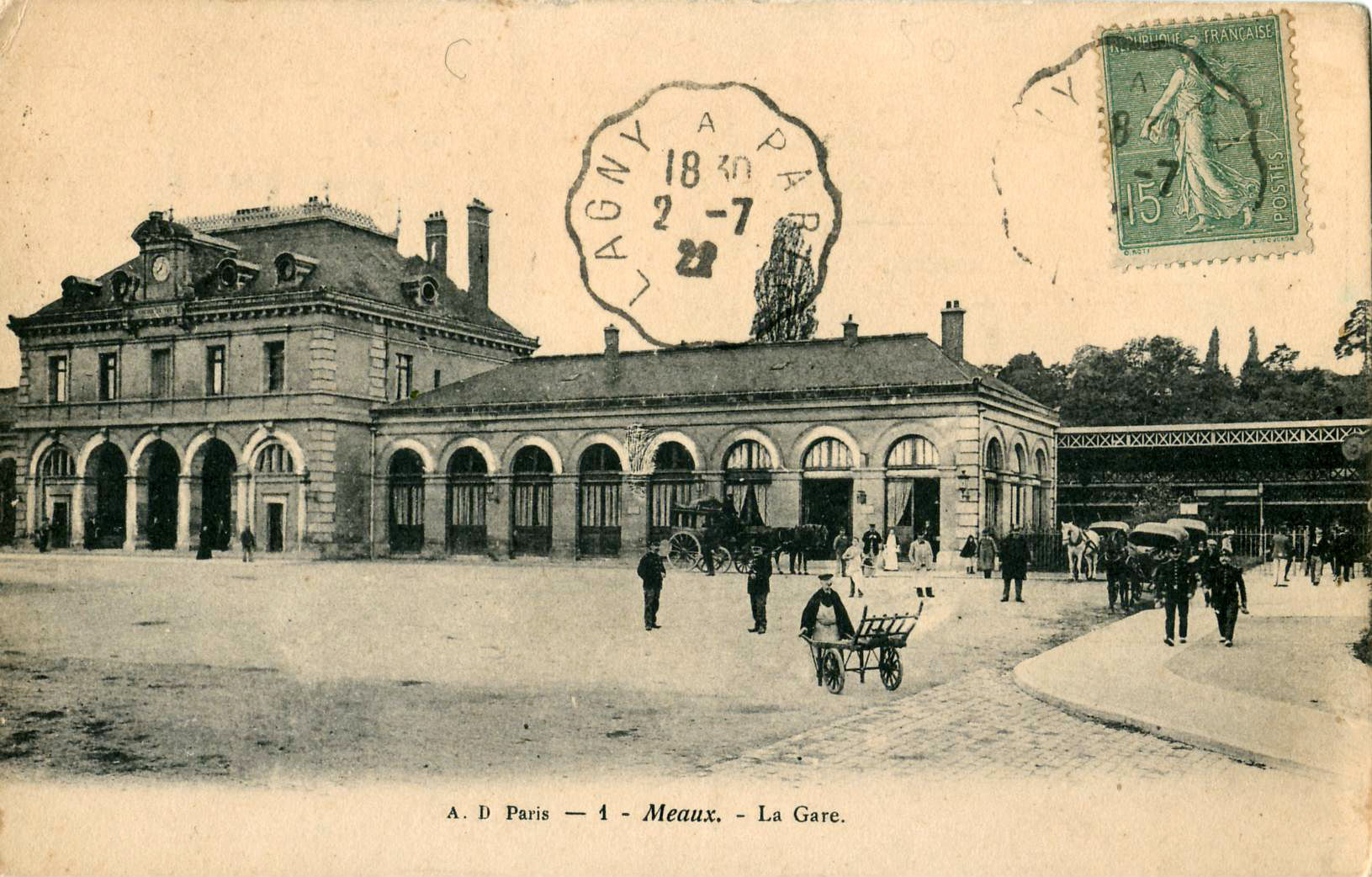
La ville est reliée à Paris par le chemin de fer dès 1849.
La gare actuelle, dont on voit ici un ancien cliché, est construite en 1890.

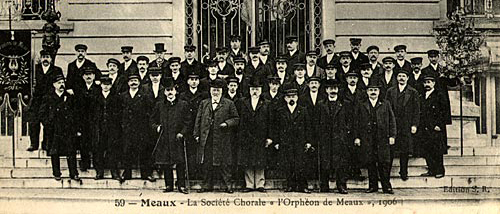
L'Orphéon de Meaux en 1906.

Au XIXe siècle, Lafayette est député de l'arrondissement de Meaux, notamment en 1827.
Le 5 juillet 1849, le Prince-Président, Louis Napoléon Bonaparte inaugure la section Gare de Paris-Est-Gare de Meaux de la Ligne de Paris-Est à Strasbourg-Ville . Cette ligne, exploitée par la compagnie du chemin de fer de Paris à Strasbourg puis la compagnie des chemins de fer de l'Est, facilite le déplacement des habitants et contribue au développement économique de la ville.
En 1850 est fondé à Meaux un orphéon : la Société Chorale française « l'Orphéon de Meaux ». Il est toujours actif en 1913.
Durant la Première Guerre mondiale (1914-1918), Meaux est le théâtre de la Première bataille de la Marne, qui secoue la région de Seine-et-Marne. Elle est alors notamment un point très stratégique qu'il ne faut pas laisser à l'empire allemand. Le plus vieux pont de la ville (pont du marché) est détruit pour empêcher la progression des forces allemandes. L'opération est un succès.
Le 16 juin 1920, les moulins du Pont du Vieux Marché disparaissent dans un gigantesque brasier.

### Époque contemporaine
Du fait du passé gallo-romain, certains quartiers de Meaux et de ses environs subissent systématiquement des fouilles archéologiques préventives lors de travaux laissant accéder au sol, comme la voirie ou à l'occasion d'une démolition/construction. Cela permet la découverte de nombreux vestiges (voir Patrimoine disparu).
En 2007, découverte d'un quartier artisanal du Haut Empire dans le quartier Saint-Faron. En 2009, sur le plateau de Villenoy, l'INRAP, lors de fouilles, découvrit une importante section d'un aqueduc souterrain qui alimentait la ville, avant d'être maintenant recouvert par le Parc d'Activités du Pays de Meaux.

### Batailles et sièges
Au long de son histoire, la ville a été le théâtre de plusieurs conflits, sièges et batailles. Voir Siège de Meaux  et Bataille de Meaux .

## Politique et administration

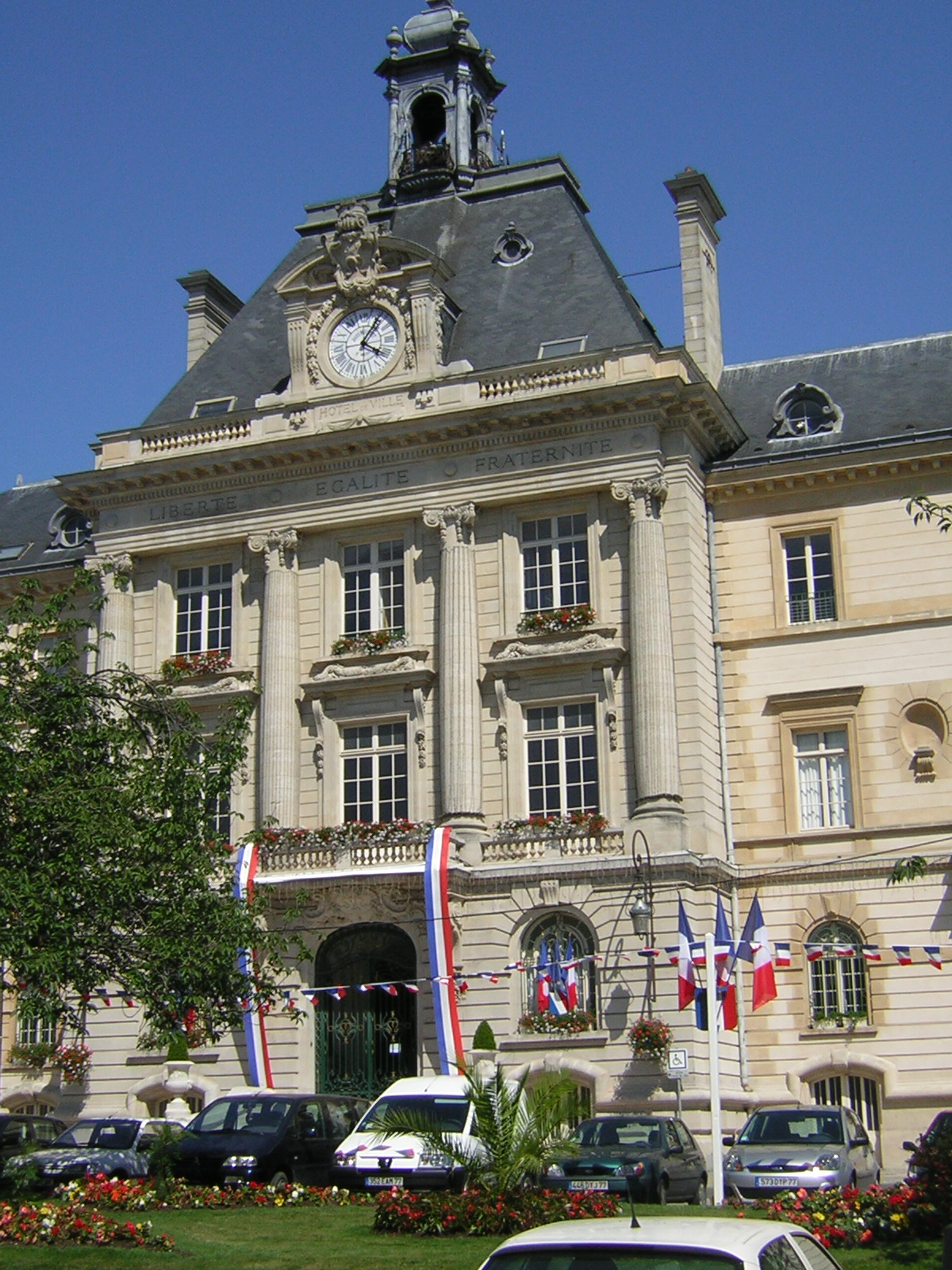
L'hôtel de ville.

### Rattachements administratifs et électoraux

#### Rattachements administratifs
La ville est le chef-lieu de l'arrondissement de Meaux du département de Seine-et-Marne.
Elle était de 1793 à 1975 le chef-lieu du canton de Meaux année où celui-ci est scindé et la ville répartie entre les cantons de Meaux-Nord et de Meaux-Sud. Dans le cadre du redécoupage cantonal de 2014 en France, cette circonscription administrative territoriale a disparu, et le canton n'est plus qu'une circonscription électorale.

#### Rattachements électoraux
Pour les élections départementales, la commune est  depuis 2014 le bureau centralisateur  du nouveau canton de Meaux, dont elle est l'unique commune.
Pour l'élection des députés, elle fait partie de la sixième circonscription de Seine-et-Marne.

### Intercommunalité
Meaux était le siège d'une première  communauté d'agglomération du pays de Meaux, un établissement public de coopération intercommunale (EPCI) à fiscalité propre créé en 2003 et auquel la commune avait transféré un certain nombre de ses compétences, dans les conditions déterminées par le code général des collectivités territoriales.
Dans le cadre des dispositions de la loi portant nouvelle organisation territoriale de la République (Loi NOTRe) du 7 août 2015, qui prévoit que les établissements publics de coopération intercommunale (EPCI) à fiscalité propre doivent avoir un minimum de 15 000 habitants (et 5 000 habitants en zone de montagnes), cette intercommunalité a fusionné la petite  communauté de communes des Monts de la Goële pour former le 1er janvier 2017 une nouvelle structure intercommunale qui a conservé la dénomination de communauté d'agglomération du pays de Meaux.

### Tendances politiques et résultats
Lors du premier tour des élections municipales de 2014 en Seine-et-Marne, la liste UMP menée par le député-maire Jean-François Copé remporte la majorité absolue des suffrages exprimés, avec 8 911 voix (64,30 %, 38 conseillers municipaux élus dont 19 communautaires), devançant très largement les listes menées respectivement par, : 

- Bastien Marguerite (PS-PCF-EELV, 1 770 voix, 12,77 %, 3 conseillers municipaux élus dont 	1 communautaire) ;

- Béatrice Roullaud (FN, 1 682 voix, 12,13 %, 3 conseillers municipaux élus dont 1  communautaire) ;

- Christèle Roussel (FG,	952 voix, 6,87 %, 1 conseiller municipal élu) ;

- Victor Manuel Niubo Andreu (DVD, 542 voix, 3,91 %, pas d'élus).

Lors de ce scrutin, 47,62 % des électeurs se sont abstenus.
Lors du premier tour des élections municipales de 2020 en Seine-et-Marne, la liste LR menée par le maire sortant Jean-François Copé obtient la majorité absolue des suffrages exprimés, avec 6 864 voix (76,35 %, 41 conseillers municipaux élus dont 30 communautaires), devançant très largement les listes menées respectivement par, : 

- André Moukhine-Fortier (DIV, 1 102 voix, 12,25 %, 3 conseillers municipaux élus dont 2 communautaires) ; 

- Gilles Saveret (DVG, 608 voix, 6,76 %, 1 conseiller municipal et communautaire élu) ;

- Jean-François Dirringer (UG [G.s, PCF, PS], 415 voix, 4,61 %), pas d'élus).

Lors de ce scrutin, marqué par la pandémie de Covid-19 en France, 66,56 % des électeurs se sont abstenus.
| Scrutin             | Scrutin             | 1er tour | 1er tour  | 1er tour | 1er tour | 1er tour | 1er tour | 1er tour | 1er tour | 1er tour | 1er tour | 1er tour | 1er tour | 2d tour | 2d tour | 2d tour | 2d tour | 2d tour | 2d tour |
| Scrutin             | Scrutin             | 1er      | 1er       | %        | 2e       | 2e       | %        | 3e       | 3e       | %        | 4e       | 4e       | %        | 1er     | 1er     | %       | 2e      | 2e      | %       |
| ------------------- | ------------------- | -------- | --------- | -------- | -------- | -------- | -------- | -------- | -------- | -------- | -------- | -------- | -------- | ------- | ------- | ------- | ------- | ------- | ------- |
| Présidentielle 2017 | Présidentielle 2017 |          | LFI       | 25,86    |          | EM       | 23,08    |          | FN       | 21,05    |          | LR       | 15,42    |         | EM      | 68,11   |         | FN      | 31,89   |
| Présidentielle 2022 | Présidentielle 2022 |          | LFI       | 37,54    |          | LREM     | 21,02    |          | RN       | 19,66    |          | LR       | 5,96     |         | LREM    | 60,82   |         | RN      | 39,18   |
| Législatives 2022   | 6e                  |          | LFI-Nupes | 32,95    |          | LR       | 18,81    |          | RN       | 17,96    |          | Agir-Ens | 17,61    |         | LFI     | 59,99   |         | RN      | 40,01   |
| Législatives 2024   | 6e                  |          | LFI-NFP   | 42,72    |          | RN       | 28,36    |          | LR       | 26,85    |          | LO       | 2,06     |         | LFI     | 62,42   |         | RN      | 37,58   |

### Liste des maires
| Période       | Période                    | Identité           | Étiquette | Qualité |
| ------------- | -------------------------- | ------------------ | --------- | --- |
| août 1944     | mars 1959                  | Paul Barennes      | PRRRS     | Professeur de mathématiques Député de Seine-et-Marne (1956 → 1958) Conseiller général de Meaux (1955 → 1961) |
| mars 1959     | mars 1971                  | Jean Bouvin        | PRRRS     | Ingénieur des travaux publics de l'État retraité Ancien conseiller général de Meaux (1945 → 1949) |
| mars 1971     | janvier 1976               | Guy Millot         | UDR       | Industriel Démissionnaire |
| janvier 1976  | mars 1977                  | Jean-Louis Happert | DVD       | Médecin, chef de service et directeur d’enseignement |
| mars 1977     | juin 1995                  | Jean Lion          | PS        | Professeur d'anglais |
| juin 1995     | juin 2002                  | Jean-François Copé | RPR       | Administrateur civil, professeur associé Ministre (2002 → 2007) Député de Seine-et-Marne (1995 → 1997, 2002 et 2007 → 2017) Démissionnaire après avoir été nommé ministre                                                     |
| juin 2002     | décembre 2005              | Ange Anziani       | UMP       | Ancien inspecteur de l'Éducation nationale Démissionnaire |
| décembre 2005 | En cours (au 9 avril 2023) | Jean-François Copé | UMP → LR  | Professeur associé et avocat Ministre (2002 → 2007) Député de Seine-et-Marne (1995 → 1997, 2002 et 2007 → 2017) Président de la CA du pays de Meaux (2003 →) Président de l'UMP (2012 → 2014) Réélu pour le mandat 2020-2026, |

### Distinctions et labels
Meaux est classée ville d'art et d'histoire.
Meaux bénéficie en 2009 du label « ville fleurie » avec quatre fleurs attribuées par le Conseil national des villes et villages fleuris de France au concours des villes et villages fleuris.
En 2022, la ville est distinguée par le label « Ville à Vélo du Tour de France », au niveau 3 sur 4 possibles, en raison de la qualité de sa politique de promotion du vélo, avec notamment son service de prêts gratuits de vélos, ses initiatives pour l'apprentissage du vélo et surtout son plan vélo élaboré avec des associations locales et lancé en 2016,.

### Jumelages
| Ville | Ville        | Pays | Pays        | Période               |
| ----- | ------------ | ---- | ----------- | --------------------- |
|       | Basildon     |      | Royaume-Uni | depuis le 19 mai 1990 |
|       | Heiligenhaus |      | Allemagne   | depuis le 7 juin 1970 |

## Équipements et services publics

### Enseignement

#### Écoles, collèges et lycées
Meaux fait partie de la Zone C pour les congés scolaires et dépend de l'académie de Créteil.
La ville administre 19 écoles maternelles, quatre écoles maternelles et primaires et treize écoles élémentaires communales[Quand ?].
Meaux compte 6 collèges dont 5 publics gérés par le département et un géré par une organisation catholique. En 2013, la ville accueillait 3 932 collégiens dans ses collèges.
Concernant les lycées, la ville en compte 7 dont 5 publics gérés par la région Île-de-France et 2 gérés par une organisation catholique. Quatre de ces lycées sont tournés vers l'enseignement général et technologique et 3 autres vers l'enseignement professionnel. En 2013, la ville comptait 6 470 lycéens dans ses lycées. Cependant, dans les lycées de la ville, seuls 60 % des lycéens venaient de Meaux.
La cité scolaire Pierre-de-Coubertin (qui regroupe 3 lycées : général, technologique et professionnel) est l'une des plus importantes de France en termes d'effectif avec quelque 2 000 élèves selon les années, 200 enseignants chercheurs et 150 personnes membres du personnel.

#### Réseau d'éducation prioritaire Plus (REP+)
De nombreux établissements sont classés Réseau d'éducation prioritaire Plus (REP+) :
Les collèges Camus et Beaumarchais proposent tous deux une section SEGPA.

#### Enseignement supérieur
Du côté universitaire, la ville possède un IUT (annexe de l'Université Paris-Est) qui propose de nombreuses licences professionnelles et DUT. De même la grande majorité des lycées propose des classes préparatoires aux grandes écoles (CPGE) dans les domaines scientifiques et littéraires dont une classe littéraire supérieure Hypokhâgne. De nombreux BTS y sont également enseignés. L'université de secteur de la ville est celle de Paris-Est Marne-la-Vallée.

### Santé
La ville dispose d'un hôpital, rattaché au Grand Hôpital de l'Est Francilien (GHEF), ainsi que deux cliniques privées, sans oublier un pole santé situé dans le quartier Orgemont.

### Justice, sécurité, secours et défense
Le présidial (XVIe siècle) a précédé le tribunal, tous deux hébergés à l'étage de l'ancien château des comtes de Brie et de Champagne.
Dans les parties basses, des cellules collectives y étaient aménagées alors qu'une tour abritait des cachots. La prison des femmes était dans un bâtiment séparé.
Le transfert de la prison, place Henri-IV, eut lieu au début des années 1850 ; celui du palais de justice (actuellement Conseil départemental) dans la première moitié des années 1880. Un siècle plus tard, la Cité administrative l'accueillait (1987).
La commune accueille :
- Palais de justice : tribunal judiciaire, tribunal de commerce et pôle d'instruction, faisant partie de la cour d'appel de Paris ;
- Prison de Meaux ;
- Prison de Meaux - Chauconin-Neufmontiers.

Le 18 janvier 2024, l'enlèvement de Neilylah, un bébé âgé d’un mois est soupçonné d'avoir été enlevé par sa mère Tracy, aussi connue sous le nom de Chelsea, Ngoie. Âgée de 21 ans lors des faits. Selon une source policière, le bébé était hospitalisé depuis sa naissance pour des problèmes de santé. 

## Population et société

### Démographie

#### Démographie ancienne
La population est exprimée en nombre de feux.
| 1750  | 1771  | 1787  |
| ----- | ----- | ----- |
| 1 040 | 1 283 | 1 255 |

#### Démographie contemporaine
Les habitants sont appelés les Meldois. Ils peuvent également être nommés les Meldusiens ou, par dérision, les Miauleux.
L'évolution du nombre d'habitants est connue à travers les recensements de la population effectués dans la commune depuis 1793. Pour les communes de plus de 10 000 habitants les recensements ont lieu chaque année à la suite d'une enquête par sondage auprès d'un échantillon d'adresses représentant 8 % de leurs logements, contrairement aux autres communes qui ont un recensement réel tous les cinq ans,.

En 2022, la commune comptait 56 659 habitants, en évolution de +4,28 % par rapport à 2016 (Seine-et-Marne : +3,92 %, France hors Mayotte : +2,11 %).
| 1793  | 1800  | 1806  | 1821  | 1831  | 1836  | 1841  | 1846  | 1851  |
| ----- | ----- | ----- | ----- | ----- | ----- | ----- | ----- | ----- |
| 6 860 | 6 648 | 6 573 | 7 375 | 8 537 | 7 809 | 9 000 | 9 382 | 9 900 |

| 1856   | 1861   | 1866   | 1872   | 1876   | 1881   | 1886   | 1891   | 1896   |
| ------ | ------ | ------ | ------ | ------ | ------ | ------ | ------ | ------ |
| 10 491 | 10 762 | 11 343 | 11 202 | 11 739 | 12 525 | 12 291 | 12 833 | 13 520 |

| 1901   | 1906   | 1911   | 1921   | 1926   | 1931   | 1936   | 1946   | 1954   |
| ------ | ------ | ------ | ------ | ------ | ------ | ------ | ------ | ------ |
| 13 690 | 13 921 | 13 600 | 13 541 | 14 190 | 14 169 | 14 429 | 14 223 | 16 767 |

| 1962   | 1968   | 1975   | 1982   | 1990   | 1999   | 2006   | 2011   | 2016   |
| ------ | ------ | ------ | ------ | ------ | ------ | ------ | ------ | ------ |
| 22 251 | 30 167 | 42 243 | 45 005 | 48 305 | 49 421 | 48 842 | 52 225 | 54 331 |

| 2021   | 2022   | - | - | - | - | - | - | - |
| ------ | ------ | - | - | - | - | - | - | - |
| 55 616 | 56 659 | - | - | - | - | - | - | - |

### Manifestations culturelles et festivités
- Le Spectacle Historique de Meaux, annuel depuis 1982 (en juin : les 2e, 3e et 4e vendredi et samedi soir ; en juillet : les trois premiers samedis ; en août : le dernier vendredi et samedi ; en septembre : les 3 premiers samedis).
- Les MUZIK'ELLES : festival musical au féminin (dernier week-end de septembre).
- La Foire d'Automne de Meaux, transformée en Foire gourmande de Noël (début décembre) depuis 2011.
- Éclats d’Arts : festival consacré aux pratiques artistiques dans toute la ville (expositions, théâtre, musique, cinéma...). Il a lieu tous les ans de début mai à début juin.
- La Braderie (premier dimanche de juillet).

### Sports
Des activités sportives très diverses sont présentes à Meaux.
- Le club de football principal de la ville est le CS Meaux-Academy basé au stade Alberto-Corazza, qui évolue actuellement en National 3. Il a remporté le Championnat de France de football de Division 4.
- La ville possède aussi un club de basket-ball dont la section handibasket (le CS Meaux Handibasket) est plusieurs fois championne de France et d'Europe.
- Le club Meaux volley est membre de l'Alliance Nord 77 volley-ball. Un des clubs les plus performants de la région en volley-ball féminin (plusieurs équipes en coupe de France jeunes et seniors en nationale 3).
- L'Amicale des hockeyeurs de Meaux est le seul club de hockey sur gazon et de hockey en salle en Seine-et-Marne.

La gymnaste Marine Boyer (JO de Rio 2016) commence le sport-étude avec l'équipe de Meaux.

### Médias
- Presse : Le Parisien (quotidien), La Marne (hebdomadaire)
- Radio : 77FM sur le 95,8, Only Rai 94,6, Evasion 88,8, Skyrock 93,3, NRJ 100,1, RMC 90,6, RTL2 106,1, France Culture 89,3, Radio Classique 107,3, Virgin Radio 103,7, France Musique 88,4, France Inter, Générations 101,3, Voltage 102,9.
- TV : TV77 (TNT / Web tv)

### Cultes
Le diocèse de Meaux catholique  est l'un des diocèses de la Province ecclésiastique de Paris. Il correspond au département de Seine-et-Marne.
Meaux possède une A.C.I. (Association culturelle israélite), rue Paul Barennes, une salle du royaume des témoins de jehovah, avenue Gallieni, une église protestante baptiste, avenue Henri Dunant et une chapelle de la foi, rue Pascal.
Meaux possède aussi deux mosquées: Bilal et Badr. La mosquée Bilal se situe boulevard Chevalier Bayard et la mosquée Badr se situe rue Sebastien de Broussard

## Économie

### Revenus de la population et fiscalité
En 2017, le nombre de ménages fiscaux de la commune était de 21 784 (dont 49 % imposés), représentant 53 634 personnes et la  médiane du revenu disponible par unité de consommation  de 18 470 euros.

### Emploi
En 2017, le nombre total d’emplois dans la zone était de 22 228, occupant 22 240 actifs  résidants.
Le taux d'activité de la population (actifs ayant un emploi) âgée de 15 à 64 ans s'élevait à 62 % contre un taux de chômage de 11,6 %.
Les 26,4 % d’inactifs se répartissent de la façon suivante : 10,9 % d’étudiants et stagiaires non rémunérés, 4,1 % de retraités ou préretraités et 11,4 % pour les autres inactifs.

### Entreprises et commerces
En 2017, le nombre d'établissements actifs était de 1 450 dont 
2 dans l'agriculture-sylviculture-pêche, 90 dans l’industrie, 134 dans la construction, 1 008 dans le commerce-transports-services divers et 216  étaient relatifs au secteur administratif.
Ces établissements ont pourvu 20 279 postes salariés.
En 2019,  753 entreprises ont été créées sur le territoire de la commune, dont 564 individuelles.
Meaux possède deux zones industrielles qui, sur 135 hectares, au nord et au sud de la ville, regroupent 250 entreprises et plus de 2500 emplois. Une zone artisanale (la ZA des platanes) est également implantée à l'Est de la ville et regroupe 143 entreprises et 1046 emplois sur 22,5 hectares. La ville accueille également six marchés chaque semaine. Une Zone d'activité Intercommunale d'importance, le Parc d'Activités du Pays de Meaux (PAPM), est le dernier projet visant à étendre les activités économiques de la ville. En effet il rassemble des commerces, grande-distribution, plateformes logistiques ainsi qu'un CFA. Le PAPM est situé sur le tracé de la déviation de l'axe nord-sud de la ville, réparti entre les communes de Villenoy, Meaux et Chauconin-Neufmontiers.

## Culture locale et patrimoine

### Lieux et monuments
La ville expose notamment :
- les remparts gallo-romains ;

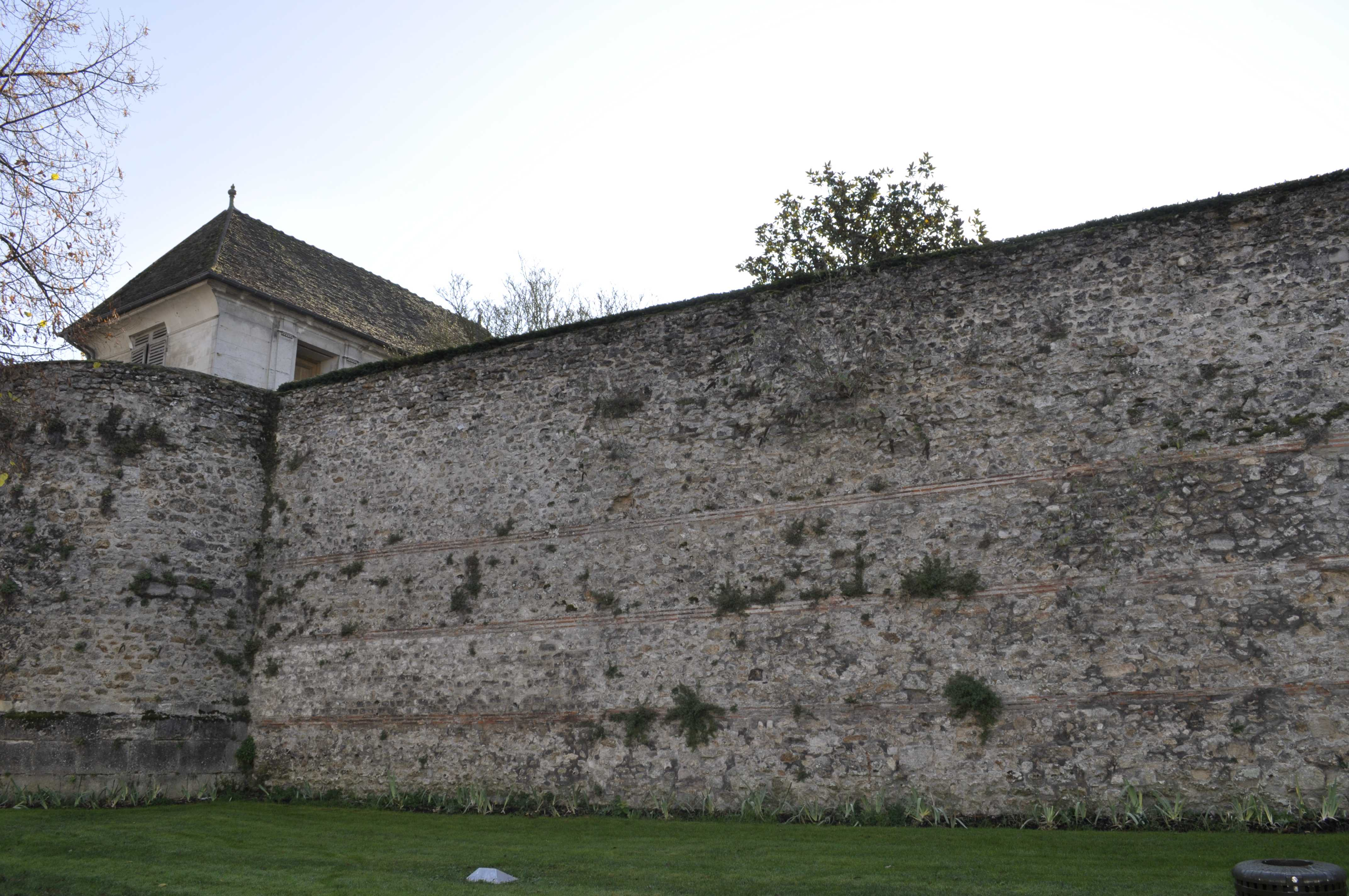
Remparts gallo-romains.

- le vieux chapitre (XIIIe siècle) anciens palais des chanoines de la cathédrale, la dénomination " vieux chapitre " est un nom local, traditionnel ;
- le jardin Bossuet (XVIIe siècle) et le jardin des remparts. Le jardin reprenant le dessin d'une mitre est attribué à Le Nôtre. Il se présente actuellement tel qu'il fut restauré en 1910 (de cette époque date le rocher romantique posé au centre du bassin). Les remparts aménagés en jardins suspendus, abritent le cabinet de travail de Bossuet.

#### Monuments religieux
La ville a été largement marquée par l'histoire religieuse et conserve encore d'autres édifices religieux :
- la cité épiscopale incluant la cathédrale Saint-Étienne, rue Bossuet, (visite virtuelle et visite par thèmes ; XIIe et XVe siècles) et le palais épiscopal avec chapelle (XIIe et XVIe siècles) ;
- L'église Notre-Dame-du-Marché, rue Madame Dassy ;
- L'église Saint-Damien, rue Beaumarchais (Beauval) ;
- L'église Saint-Jean-de-Bosco, avenue Henri Dunant ;
- L'église Saint-Nicolas, rue du Faubourg Saint-Nicolas ;
- La chapelle des sœurs Augustines, rue du Faubourg Saint-Nicolas ;
- La chapelle du couvent de la Visitation, rue du Tivoli (collège Sainte-Marie) ;
- La chapelle de l'ancien hôpital Jean Rose, puis ancien séminaire, rue Saint-Rémy ;
- La chapelle des sœurs Saint-Joseph de Cluny, rue Saint-Rémy ;
- La chapelle du Sacré-Cœur, rue de la Visitations (Lycée Bossuet) ;
- la chapelle de l'ancien Séminaire de Chaage (dite Chapelle Art déco, datant des années 1930) ;
- La chapelle de l'hospice, rue de Chaage ;
- Le temple protestant, place du Temple et rue du Faubourg Saint-Nicolas.

#### Hôtels particuliers
La ville possède également de nombreux hôtels particuliers du XVIe siècle et XVIIe siècle, dont :
- l'hôtel Macé de Montoury,
- l'hôtel Passelaigue,
- l'hôtel de la Sirène,
- l'hôtel Prévost de Longpérier,
- l'hôtel Marquelet de la Noue,
- l'ancien hôtel Dassy (centre Saint-Étienne, actuels appartements).
- Le château Frot, actuel conservatoire de musique, de style Mansart, cours Pinteville.

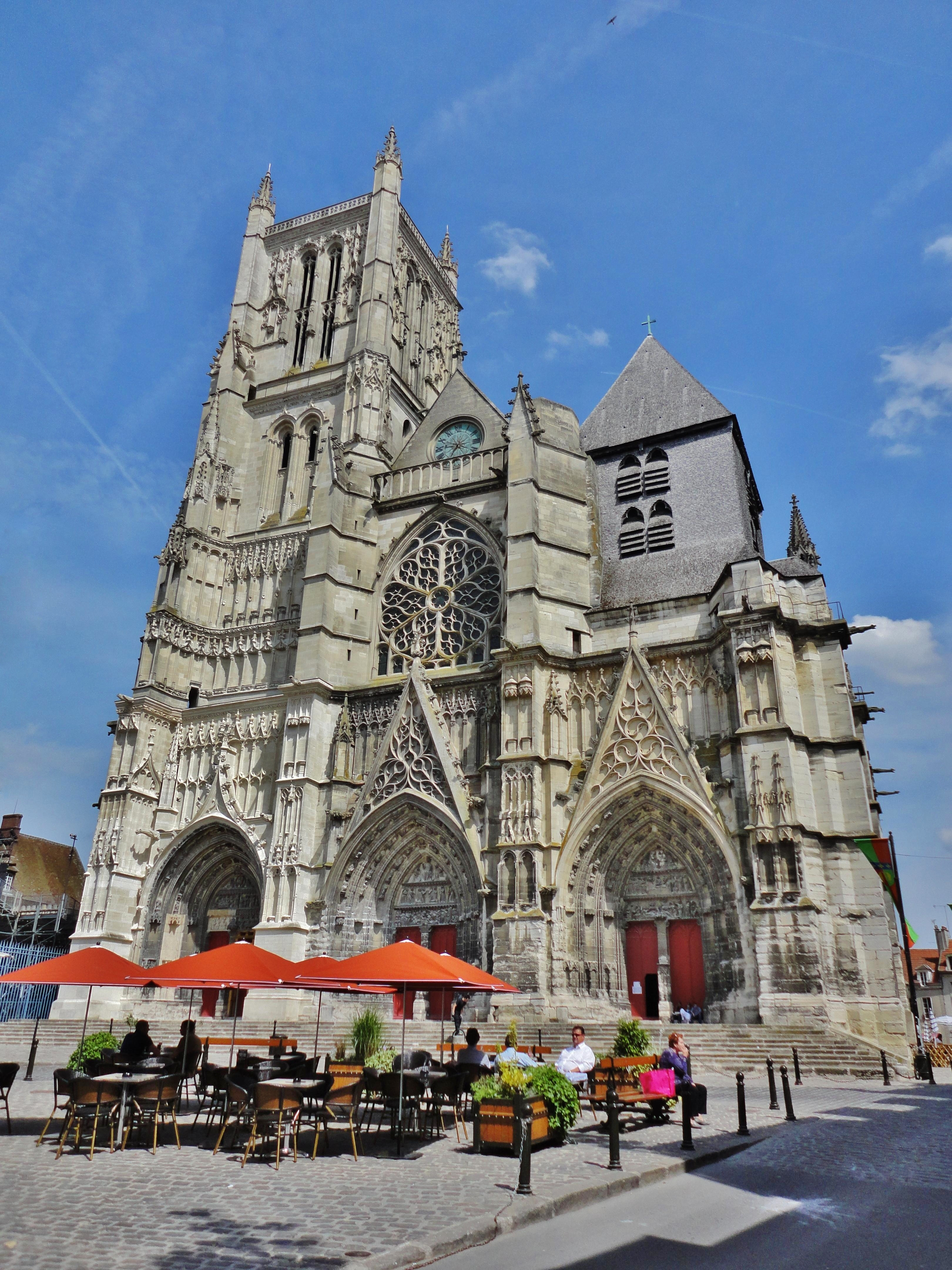
La cathédrale Saint-Étienne.
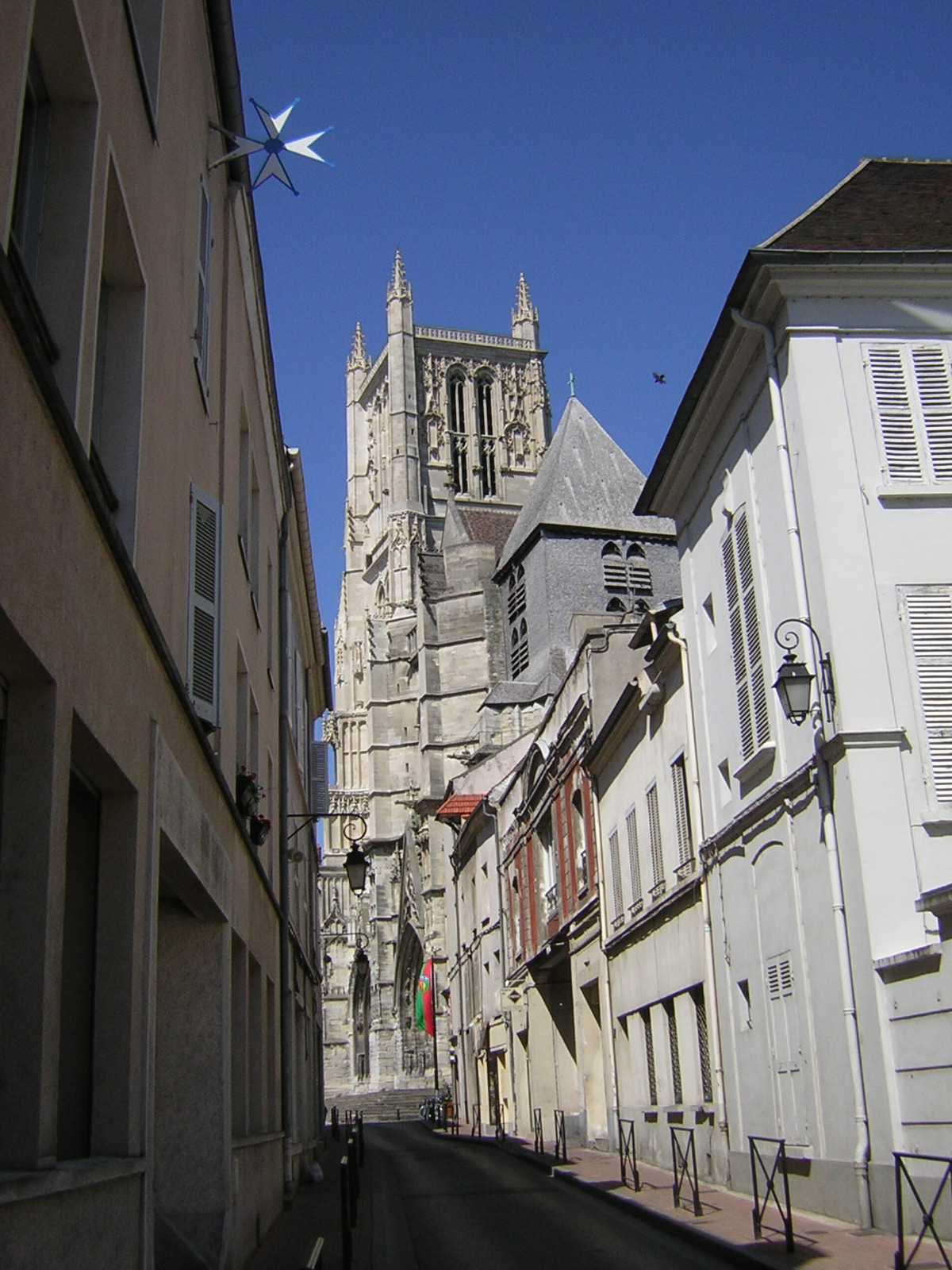
La cathédrale.
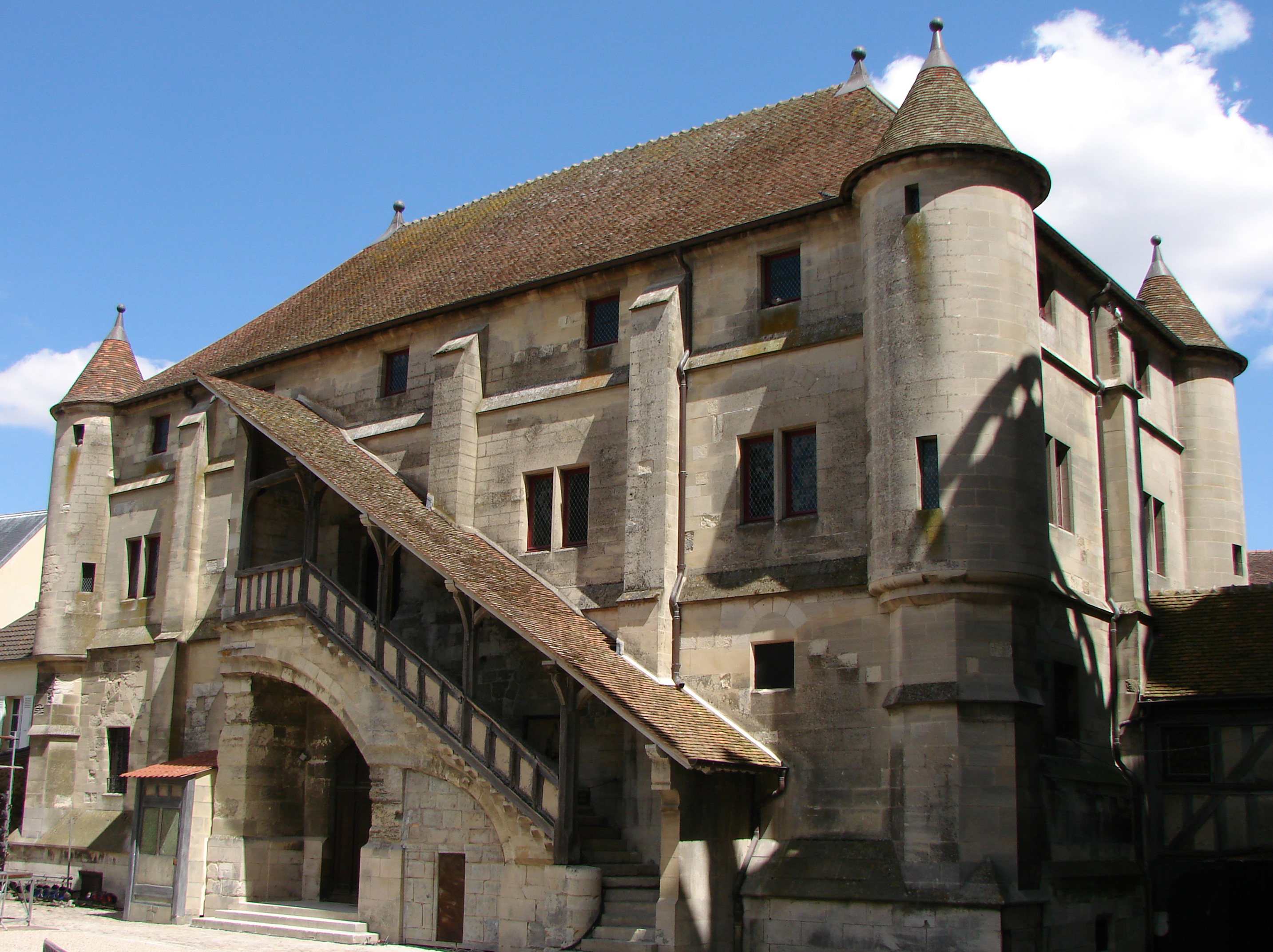
Le vieux chapitre.
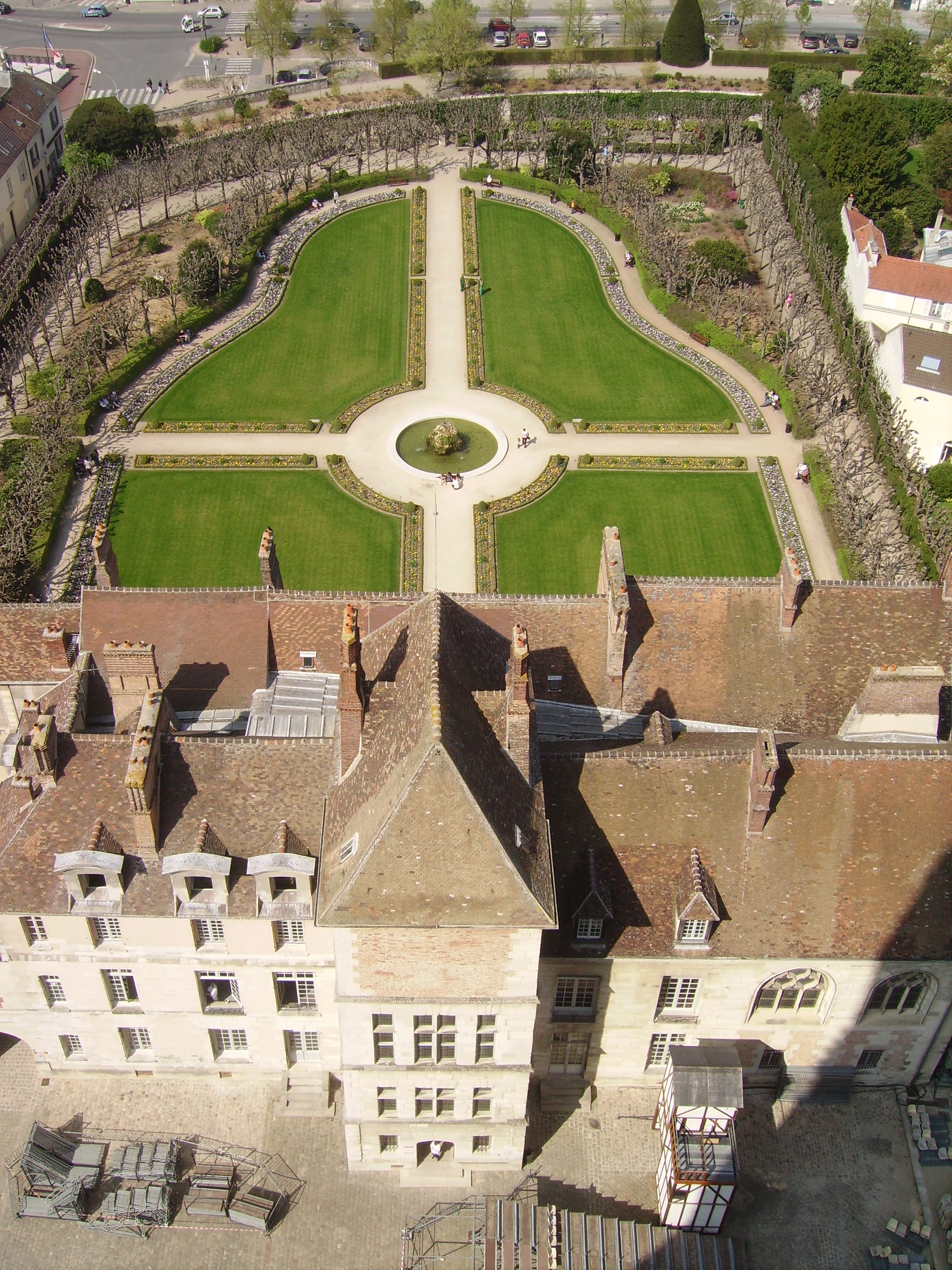
Le palais épiscopal et le jardin Bossuet.
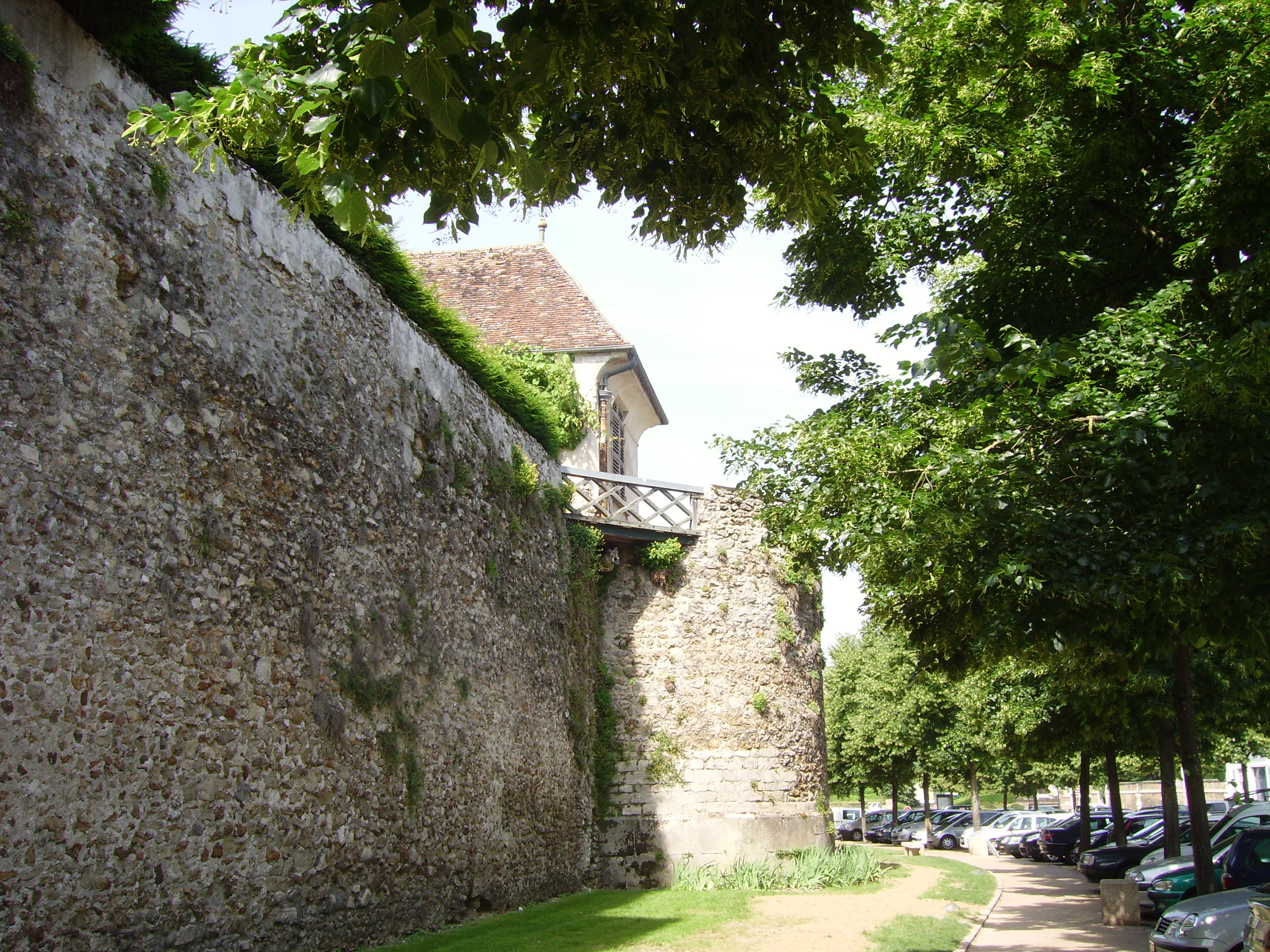
Remparts de Meaux.
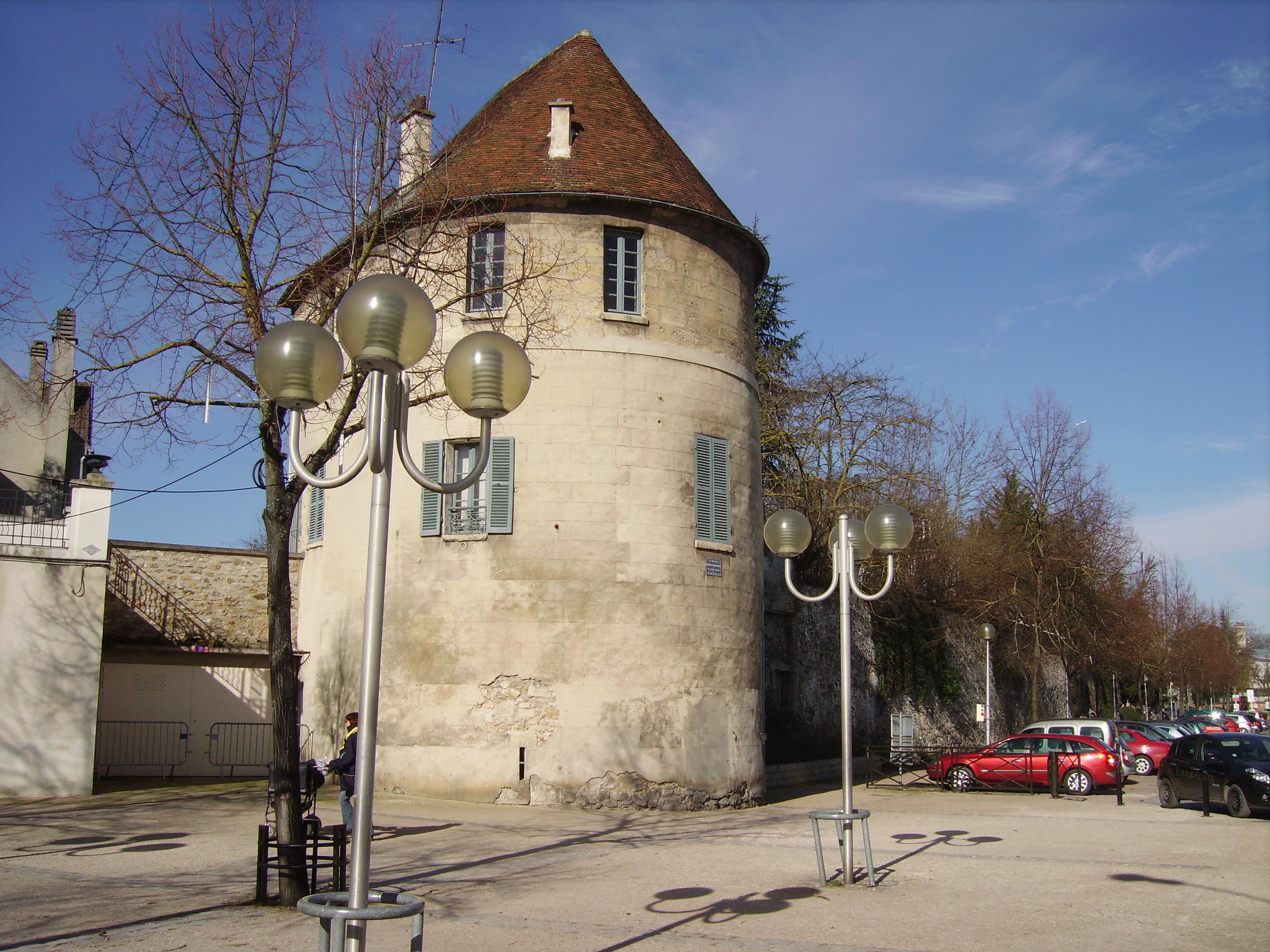
Tour des Arbalétriers.
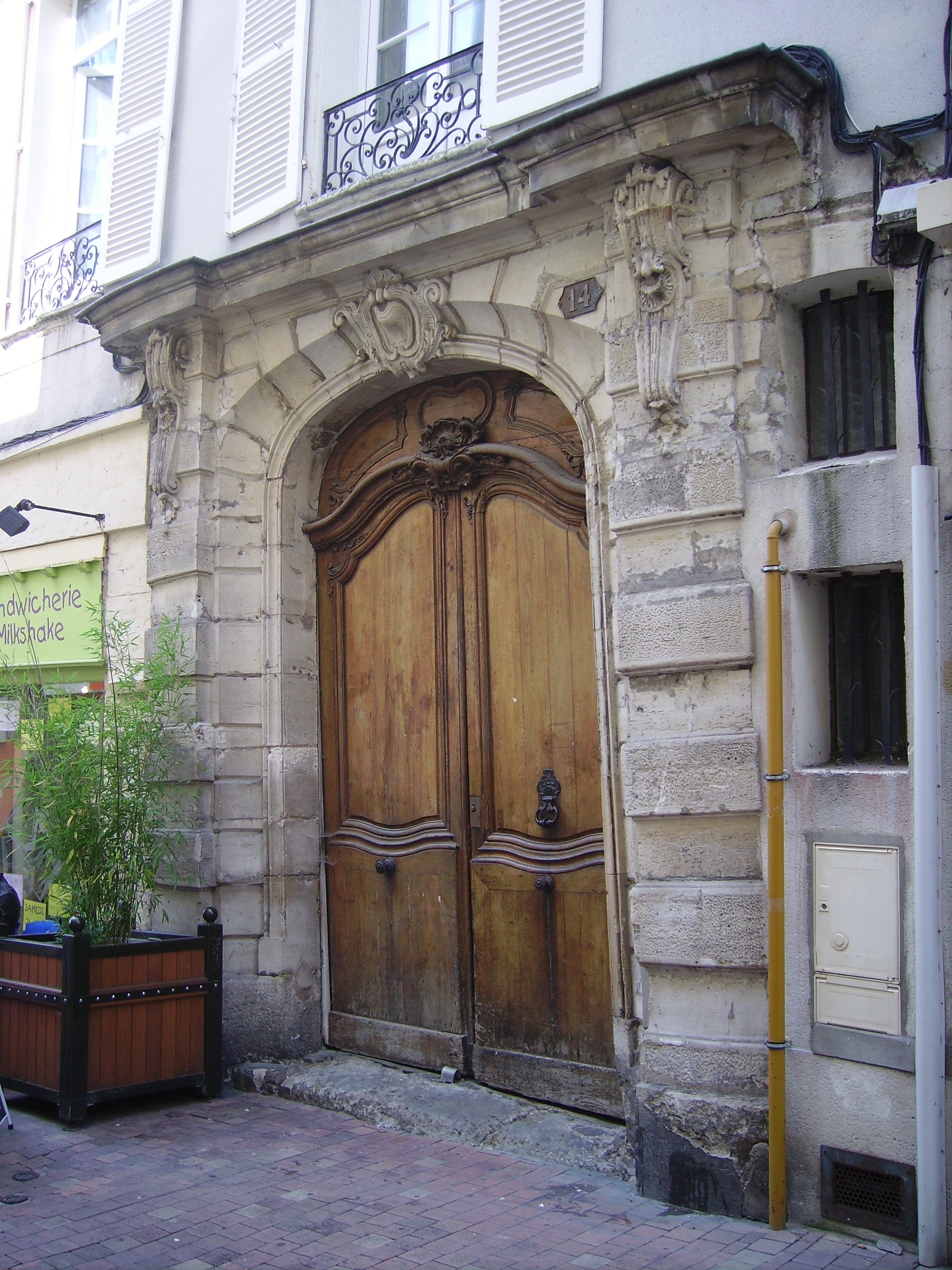
Portail monumental 18e (rue de la Cordonnerie).
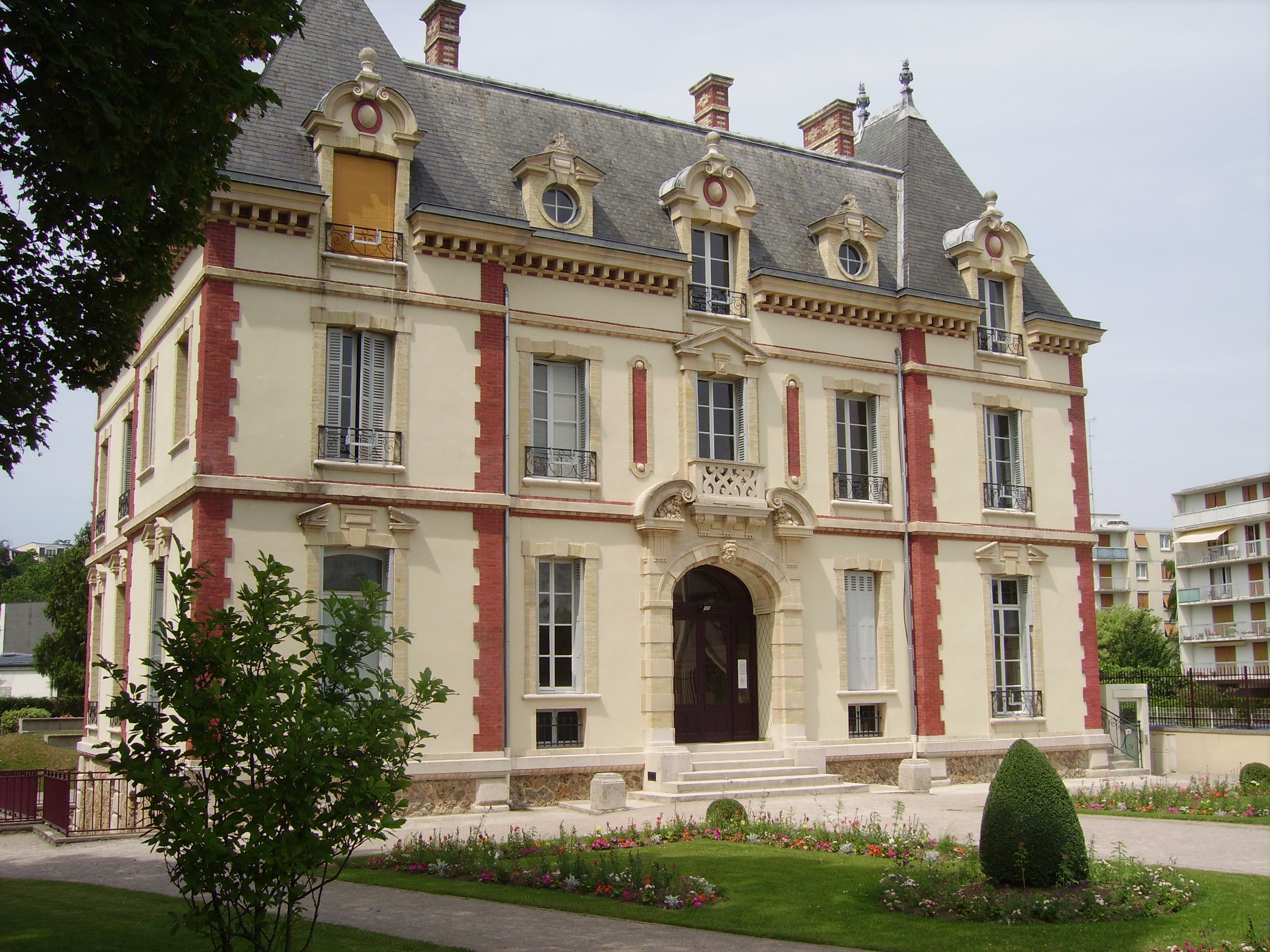
Le conservatoire.
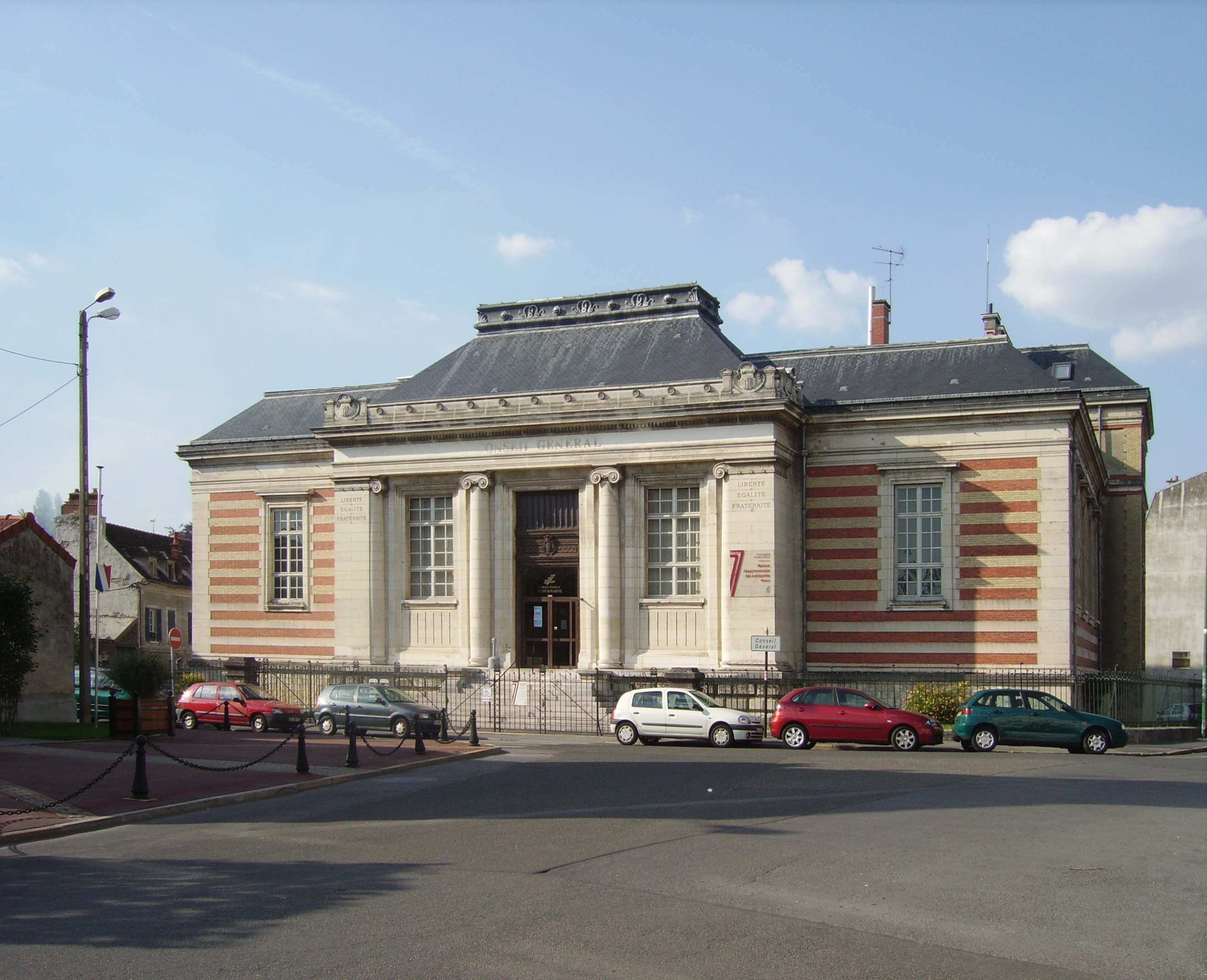
Ancien tribunal (1884).
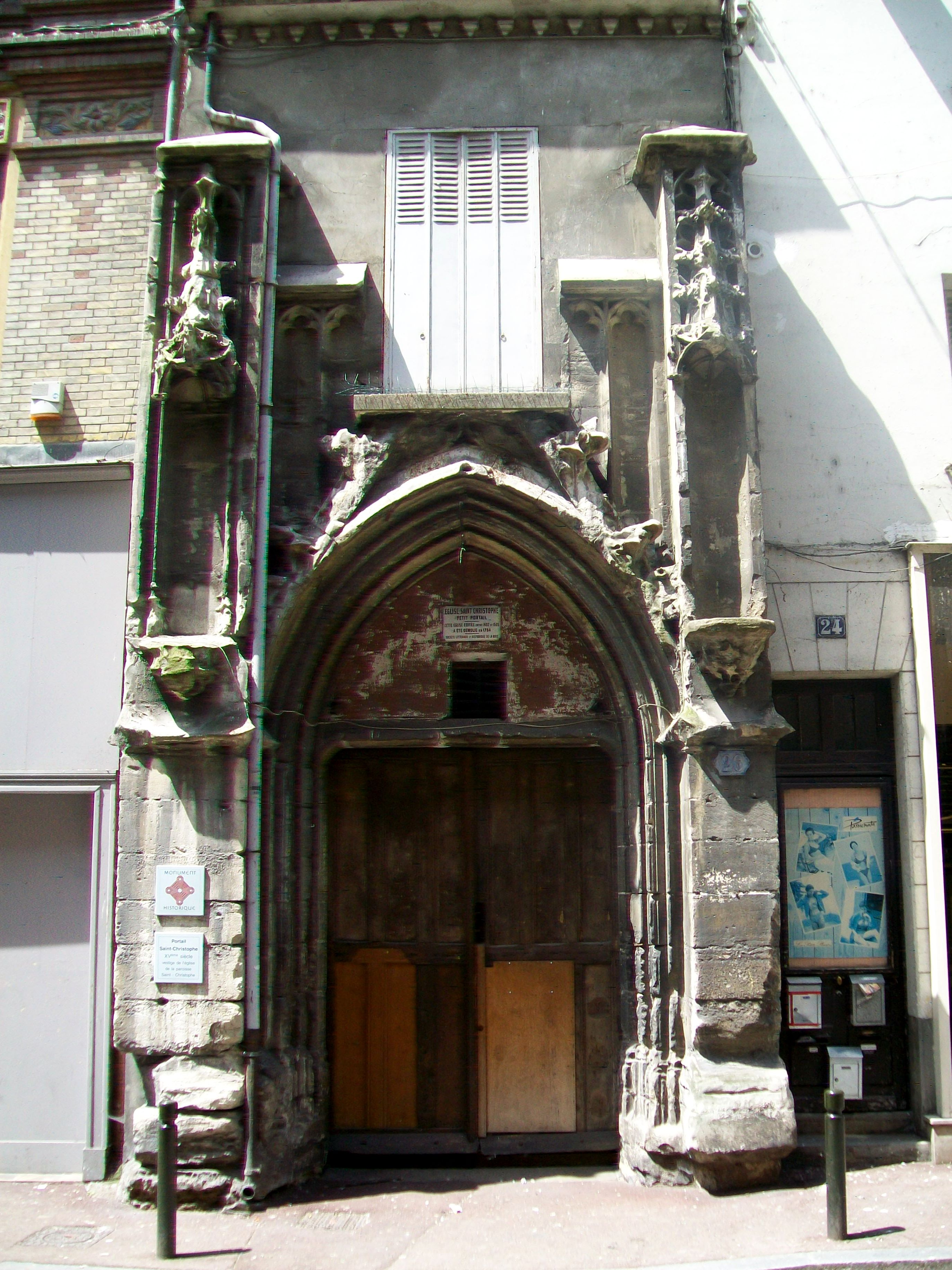
Le portail de l'ancienne église Saint-Christophe qui est aujourd'hui en très mauvais état.

#### Monuments desXIXeetXXesiècles
Divers bâtiments datant du XIXe siècle et début du XXe siècle :
- L'hôtel de ville,
- la caisse d'épargne,
- l'ancien palais de justice (place Henri-IV),
- l'ancienne prison qui lui fait face,
- l'ancien théâtre (actuel cinéma du Majestic), plusieurs maisons bourgeoises de style « Île-de-France »...

#### Autres monuments duXXesiècle
- La Pierre Collinet, grand ensemble réalisé par Jean Ginsberg entre 1959 et 1965, était constituée de 6 barres de 15 étages chacune (environ 300 logements) et de trois tours de 22 étages. Ce projet est venu se substituer au projet de ville radieuse prévu non loin de là, à Beauval, par l'architecte Le Corbusier. Les barres, d'abord baptisées A, B, C, D, E, F, puis renommées de noms floraux (Acacia, Bleuet, Capucine, Dahlia, Eglantine et Fougère), avaient été édifiées par l'architecte Jean Ginsberg en collaboration avec Max Tournier entre 1959 et 1965, dans le cadre du programme d'aménagement de la Région parisienne dit des « 3M » (Meaux, Melun, Montereau). Le grand ensemble, après quelques réhabilitations survenues dans les années 1970-80, a été démoli, sous l'impulsion notamment du maire actuel, Jean-François Copé. La dernière barre, Fougère, a été détruite en juin 2008, nécessitant 215 kg d'explosifs et 1 030 détonateurs. La Pierre Collinet a été définitivement détruite le 26 juin 2011, à 15 heures de l'après-midi avec la destruction programmée de ses trois dernières tours (Iris, Hortensia et Genêt).

Les barres sont remplacées par des résidences et des petites maisons.
- L'Espace culturel Charles-Beauchart est un théâtre et médiathèque conçue par Jacques Ripault dans un style architectural néo-moderne.

### Lieux de mémoire de la Première Guerre mondiale

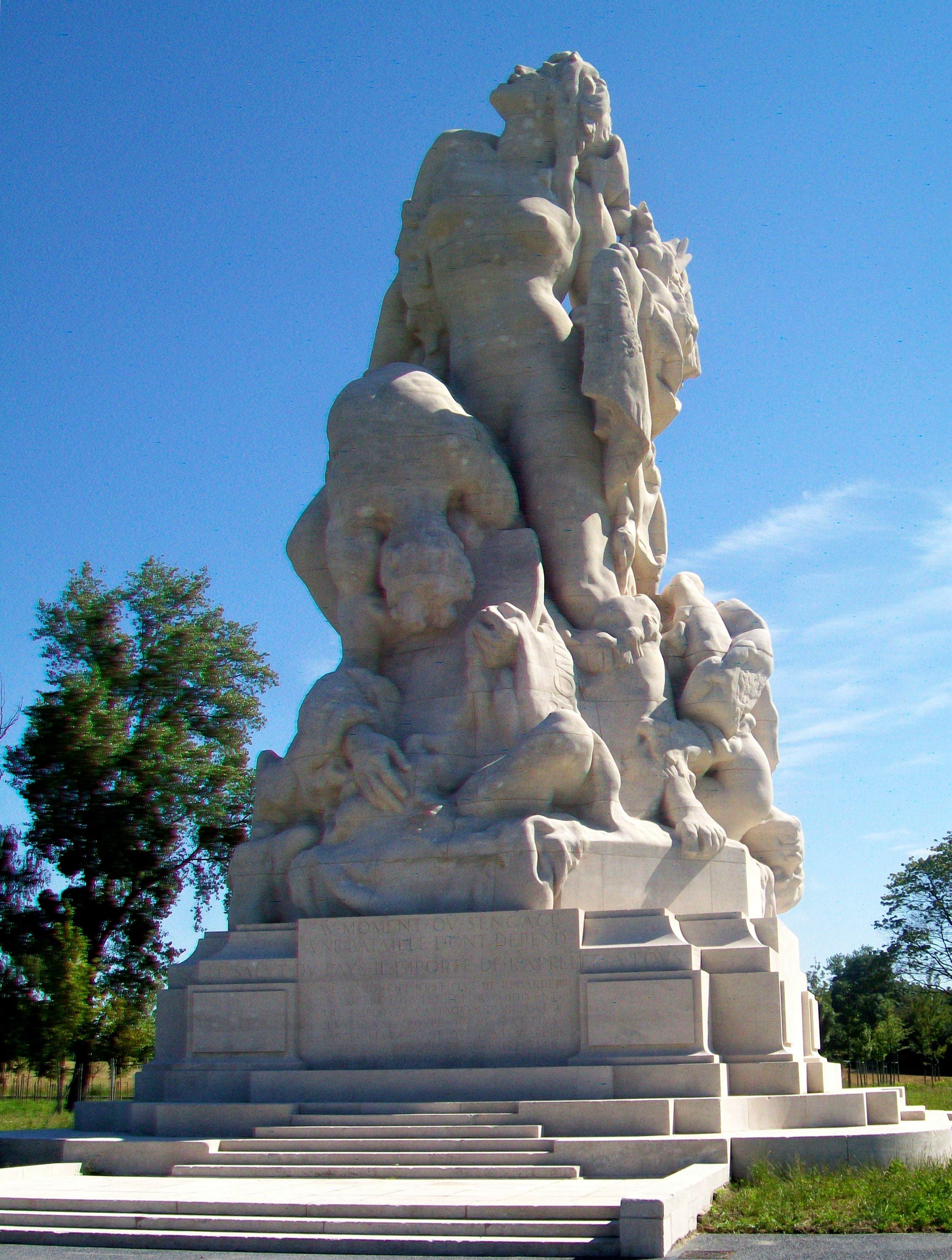
La Liberté éplorée (dite « Le Monument américain »), sur la route allant à Varreddes.

- La Liberté éplorée, de Frederick William MacMonnies, plus connue sous les noms populaires de « monument américain » ou de « monument de Varreddes », statue colossale de 22 mètres de haut érigée sur une hauteur au nord-est de la ville le long de la route menant à Varreddes, par une souscription américaine à la mémoire des Français morts lors de la Première Bataille de la Marne[97],[98] Elle a été inaugurée en 1932 lors d'une cérémonie où étaient notamment présents le président de la République, Albert Lebrun, et le président du Conseil Édouard Herriot. 
La statue est implantée au point représentant l'avancée maximale des armées allemandes alors que celles-ci avançaient vers Paris, en septembre 1914. 
Lors d'un violent orage intervenu le 3 juin 2021, la statue, restaurée en 2012, a été foudroyée et la tête de l'allégorie est tombée[99]. Elle est restaurée pour les cérémonies du 11 novembre 2023[100]
- Le Musée de la Grande Guerre du pays de Meaux, musée consacré à la Première Guerre mondiale, et spécialement aux deux batailles de la Marne (1914 et 1918), est inauguré à proximité du Monument américain le 11 novembre 2011[101].

#### Curiosités et autres points d'intérêt

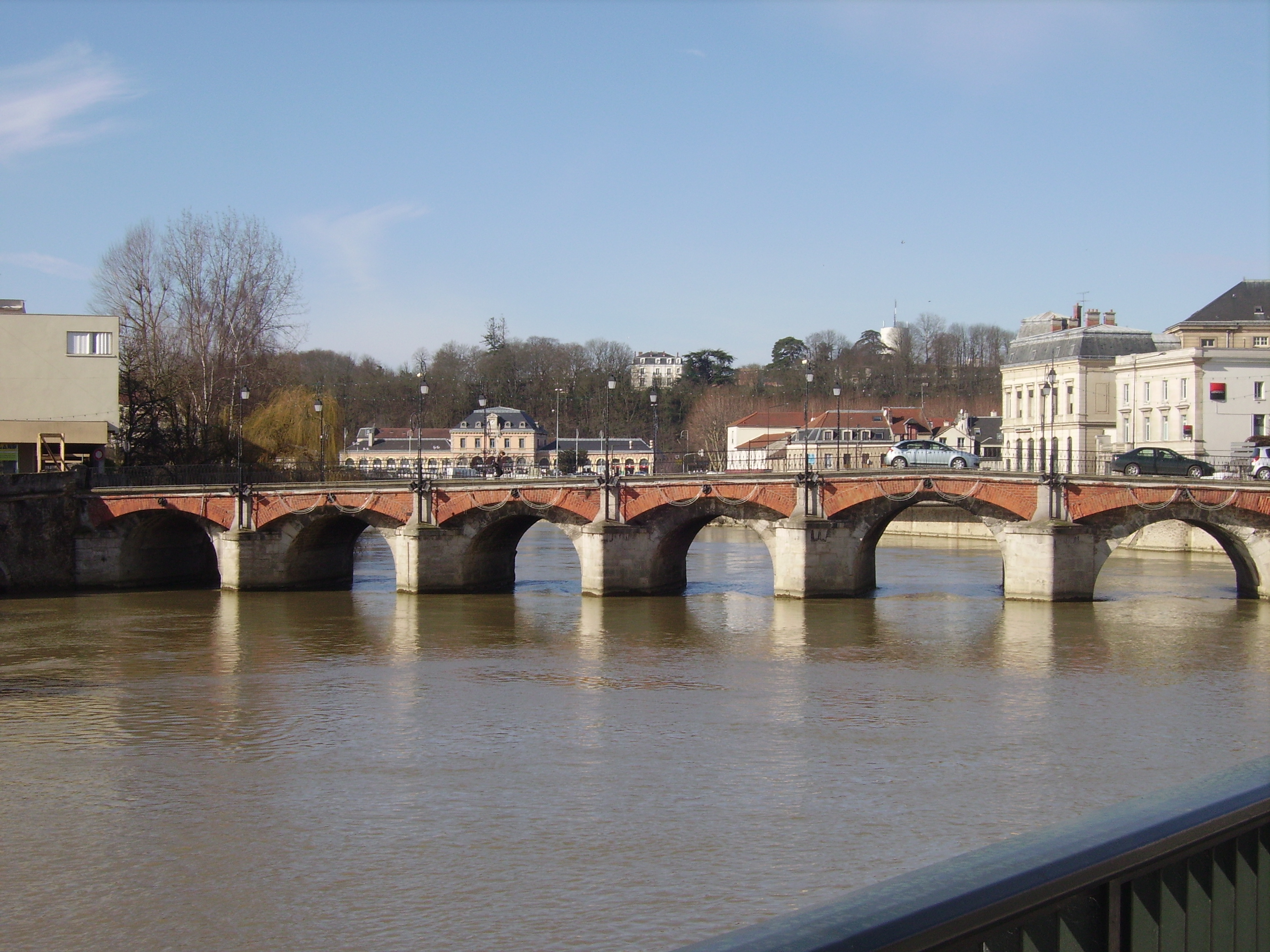
Le pont du Marché et la Marne.

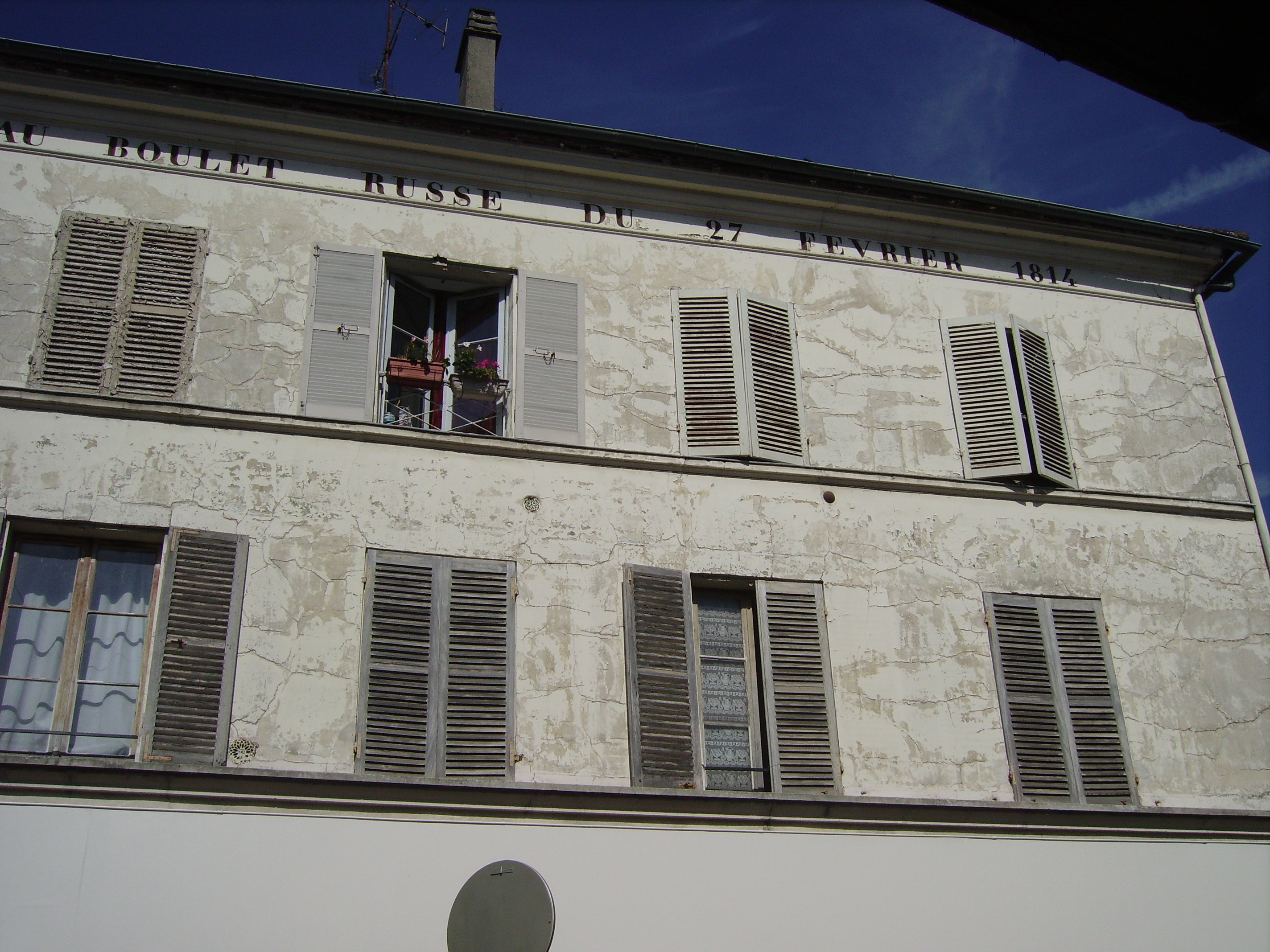
La maison au boulet russe.

- Le barrage : structure métallique sur la Marne, à la limite entre Meaux et Villenoy (proche du centre-ville).
- Le jardin des Trinitaires : promenade plantée de peupliers d'Italie centenaires, le long de la Marne, face à la gare.
- Le canal Cornillon : canal ancien (attesté en 1235 dans le capitulaire de Thibaut de Champagne), coupant la boucle de la Marne, et conservant en partie les traces des anciennes fortifications du quartier du Marché. Son écluse datant de la fin du XVIIIe siècle et restaurée vers 1995, s'est écroulée en octobre 2006.
- Halle métallique, dite halle aux fromages, place du Marché (1879).
- Le pont du Marché.
- Le boulet russe : boulet datant de la guerre de 1814 resté fiché dans la façade sud de l'immeuble qui abrite actuellement les locaux de la MAAF, dans le quartier du Marché, face à la halle métallique.
- Le vieux cimetière : quelques tombes anciennes intéressantes, dont le tombeau du général Noël Raoult, enfant du pays s'étant illustré sous le règne de Napoléon III, mort au tout début de la guerre de 1870.
- Puits artésiens (bouche à eau en ville).

##### Patrimoine disparu

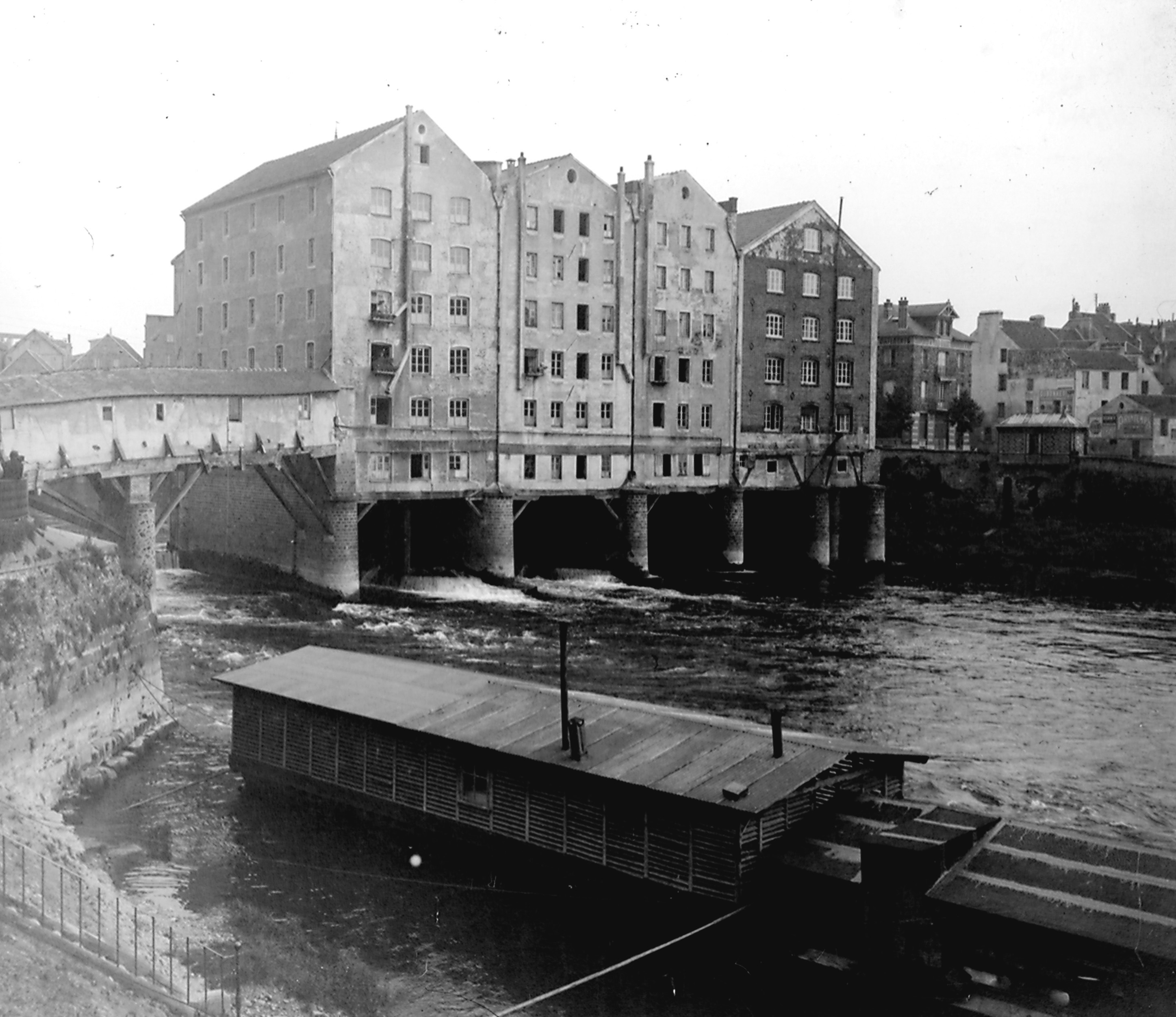
Moulin sur la Marne (photo du 10 septembre 1916), disparu aujourd'hui.

- Édifice de spectacle gallo-romain (rue Camille-Guérin) : fouillé dans les années 1990 et réenseveli depuis.
- Forum et thermes gallo-romains. Situés dans le quartier Saint-Faron. Attestés lors de travaux de voirie.
- Le château des comtes de Brie et de Champagne.
- Les moulins du pont du Marché.
- Les moulins de l'échelle.
- L'église Saint-Christophe. Il ne reste qu'un portail en mauvais état (rue du Grand Cerf)
- L'église Saint-Faron (détruite au XIXe siècle ?), abritant le tombeau du saint, ainsi que le tombeau monumental dit d'Ogier le Danois
- L'abbaye Sainte-Céline (faubourg Saint-Nicolas).
- L'abbaye Saint-Faron.
- Notre-Dame de Chaage (Xe-?), était située au sud de l'édifice de spectacle[102]. Elle a peut-être d'abord été simple chapelle ? Puis établissement religieux, cité comme abbaye. Lors des invasions Vikings, a abrité les reliques de saint Mélor[103] et saint Josse[104]. En 1005, devient une possession du chapitre[105]. Réformée au plus tard en 1135[104] (archives prédatant disparues), date à laquelle des chanoines réguliers de Saint-Victor s'y installent[106].

### Meaux dans les arts et la culture
Meaux a inspiré quelques peintres, tels Albert Lepreux (1868-1959), peintre post-impressionniste, et le peintre polonais Zygmunt Waliszewski (1897–1936), également post-impressionniste.
Les rues et bâtiments de Meaux attirent les caméras. En juillet 2019, Albert Dupontel et ses équipes viennent trois jours pour le tournage du film Adieu Les Cons. La cathédrale de Meaux a prêté ses extérieurs pour le film Les Trois Mousquetaires, avec Eva Green et François Civil, en février 2022 mais aussi en septembre 2023 pour le tourne du film Le Comte de Monte Cristo, avec Pierre Niney.

### Spécialités gastronomiques

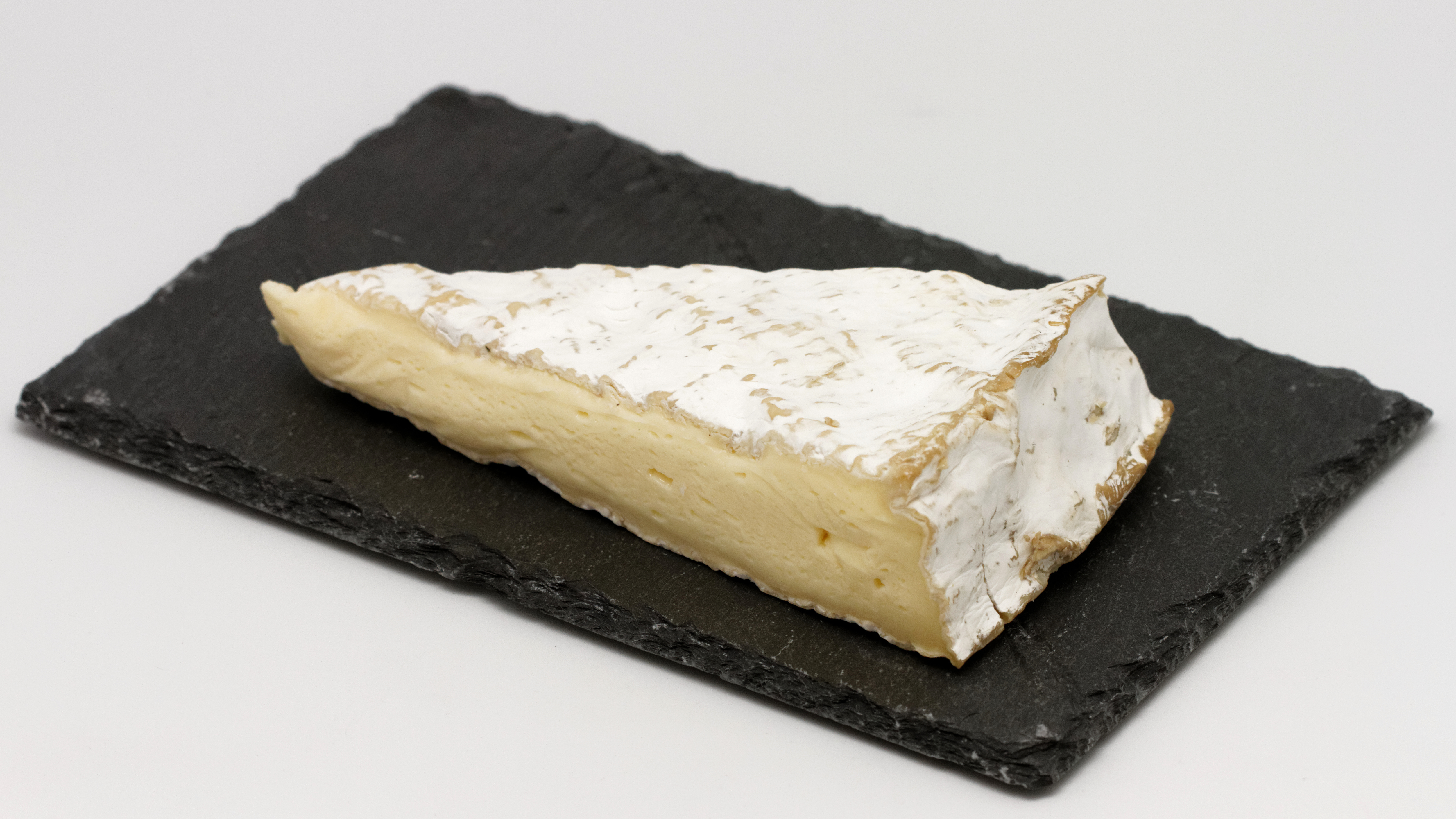
Brie de Meaux.

Meaux a fait sa spécialité d'un fromage à pâte molle célèbre, le brie de Meaux, ainsi que d'une moutarde à l'ancienne (c'est-à-dire à gros grains) : la moutarde de Meaux. Meaux donne encore son nom à une variété de carottes, à une pomme, à une variété de fraises (plus cultivée), à une rose, à des cornichons verts fins et une salade. Il y a quelques années les pâtissiers de la ville ont créé un gâteau, et un chocolat, tous deux connus sous la dénomination « pavés de Meaux ».
La ville reste tout de même réputée essentiellement pour deux spécialités gastronomiques, situées bien devant toutes les autres : son brie et sa moutarde, bien qu'en 2015, les fromageries meusiennes de Cousances-lès-Triconville, Raival et Biencourt-sur-Orge, situées dans l'aire géographique de la production du lait et de la fabrication du fromage de Brie de Meaux (AOC et AOP) fabriquent 70 % de la production française de ce fromage.

### Musée de la Grande Guerre du Pays de Meaux

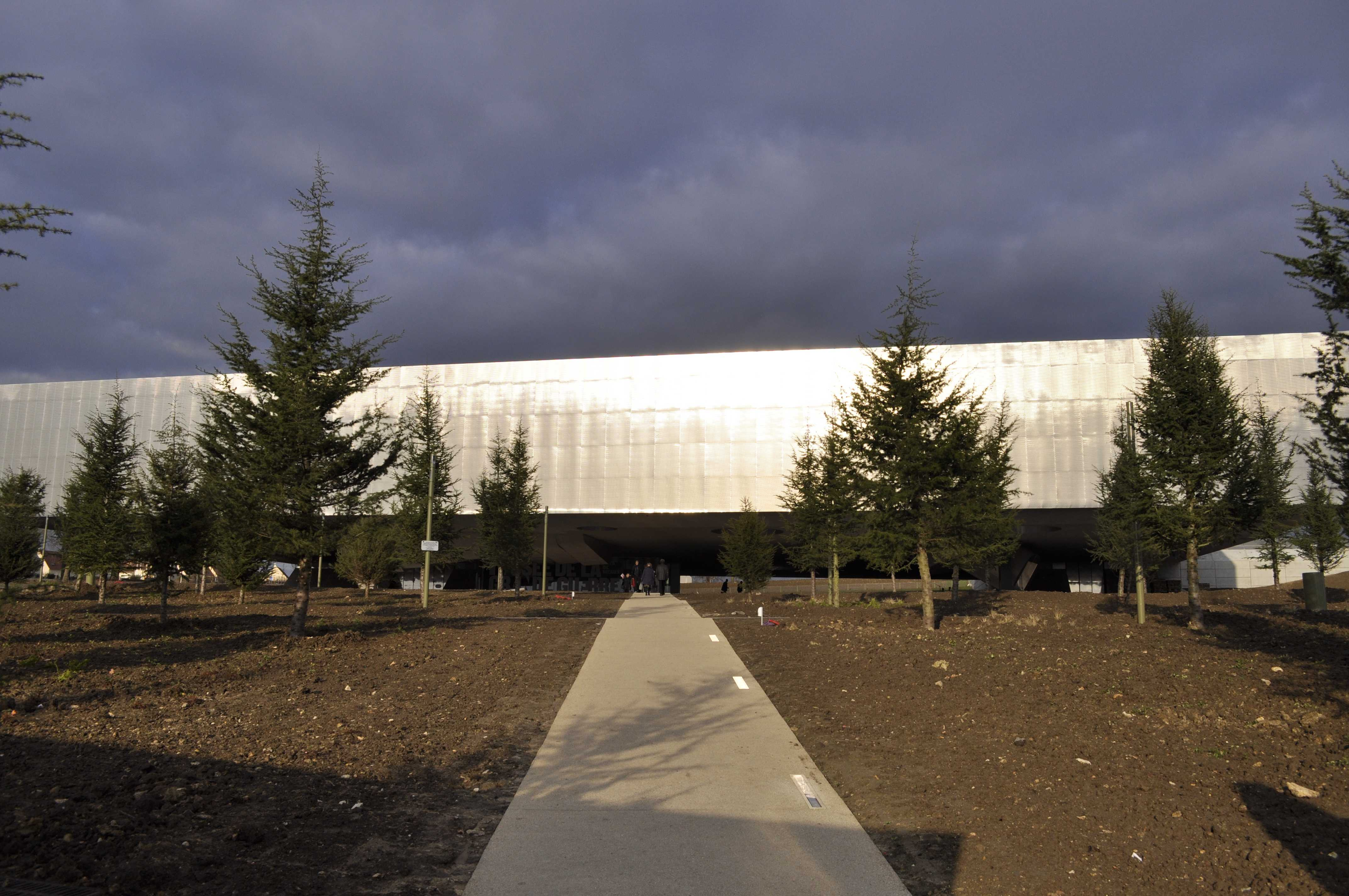
Le musée de la Grande Guerre du Pays de Meaux.

Fort d'une collection unique en Europe, le musée de la Grande Guerre du pays de Meaux propose une vision nouvelle du premier conflit mondial (1914-1918), à travers une scénographie innovante illustrant les grandes mutations et bouleversements de la société qui en ont découlé.

### Musée Bossuet

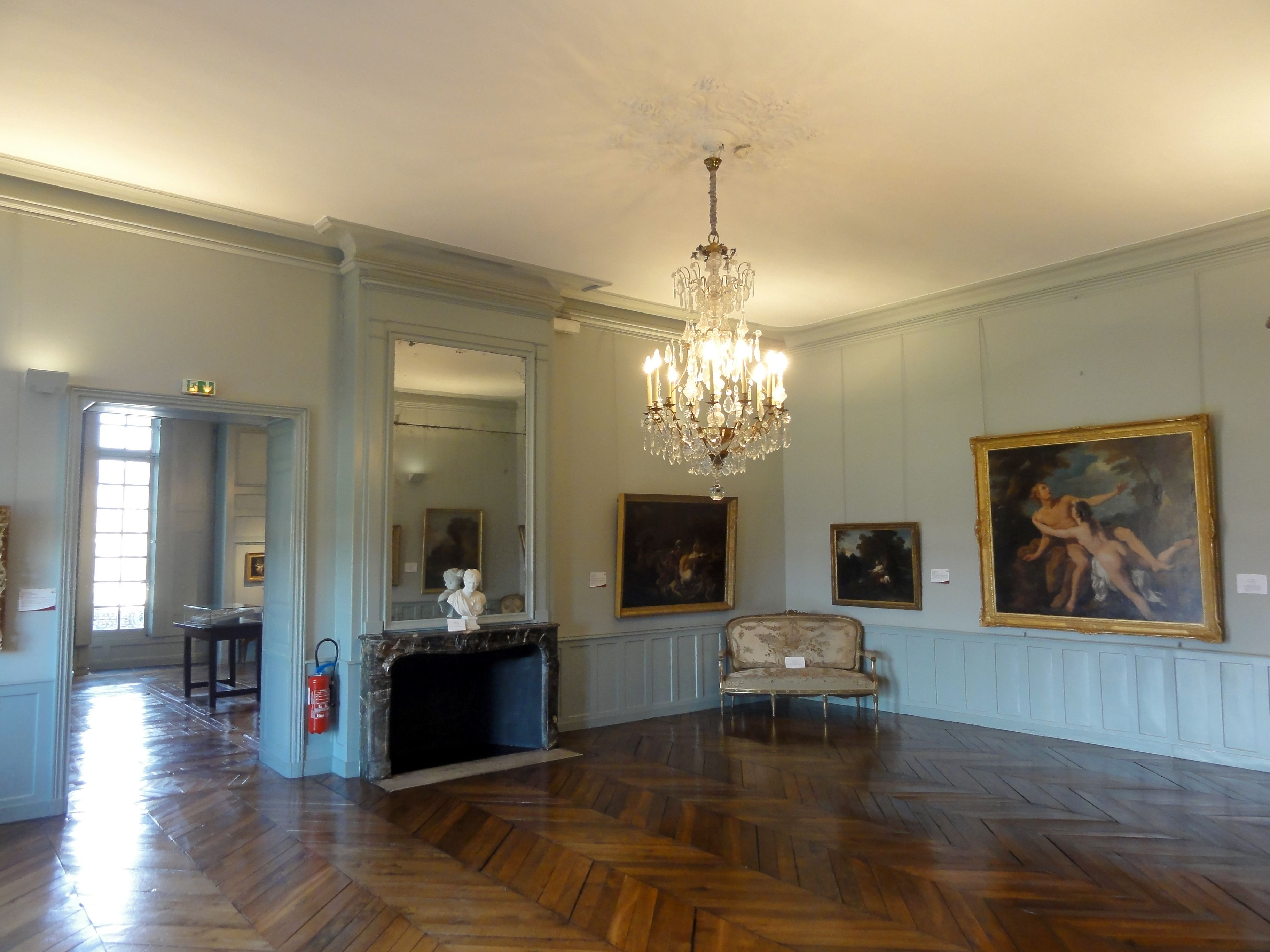
Musée Bossuet de Meaux.

Situé dans un palais épiscopal occupé du XIIe au XVIIe siècle, le musée Bossuet offre une collection municipale de peintures anciennes et de sculptures.

### Personnalités liées à la commune

#### Religieux
- Saintin de Meaux, premier évêque de Meaux ;
- Faron de Meaux ;
- Saint Fiacre, ce saint (patron des jardiniers) d'origine irlandaise, s'établit dans les années 600 près de Meaux, sous la protection de saint Faron ;
- Yehiel de Paris, célèbre tossafiste français du XIIIe siècle ;
- Sainte Céline ;
- Saint Gilbert, évêque de Meaux ;
- Philippe de Vitry, évêque de Meaux de 1351 à 1361, fut une figure emblématique du Moyen Âge et publia un fameux traité : Ars Nova ;
- Jean Le Meunier, ecclésiastique qui fut abbé de Saint-Maur des Fossés et évêque de Meaux de 1447 à 1458, mort à Meaux le 22 juin 1458, inhumé dans la cathédrale ;
- Guillaume Briçonnet (1470-1534), évêque de Meaux, fut, avec le Cénacle de Meaux, l'un des précurseurs de la Réforme en France ;
- Jacques Bénigne Bossuet, surnommé l'Aigle de Meaux, fut évêque de Meaux de 1681 à 1704 ;
- Liste des évêques de Meaux.

#### Politique
- Guillaume-Benoît Houdet (° 1744 - † 1812) - Député-maire de Meaux en 1789. Juriste
- François-Marie Dubuat (° 1750 - † 1807), homme politique, député du tiers état aux États généraux de 1789.
- La Fayette (° 1757 - † 1834) - Député-maire de Meaux. Général et homme politique français et américain
- François Dufraigne (° 1822 - † 1901) - Médecin et homme politique français : maire de Meaux en 1884, sénateur de Seine-et-Marne en 1885
- Joseph Lhoste (° 1876 - † 1917), homme politique, député de Seine-et-Marne de 1910 à 1914, tué au front en 1917.
- Lionel Jospin (° 1937) - A été lycéen à Meaux. Homme politique français
- Jean-François Copé (° 1964) - Maire de Meaux. Homme politique français

#### Arts
- Jean Senelle, peintre (° 1605 - † 1671) - Né et mort à Meaux
- Sébastien de Brossard (° 1655 - † 1730) - Mort à Meaux. Compositeur et théoricien de la musique
- Amédée Rosier (° 1831- † 1914) - Né à Meaux. Peintre orientaliste
- Georges Courteline (° 1858 - † 1929) - A été collégien à Meaux. Romancier et dramaturge
- Clément Serveau (° 1896- † 1972) - A été élève au collège. Peintre, graveur et fresquiste
- Jeanne Hébuterne (°1898 - + 1920), Artiste peintre, née à Meaux, elle fut la maîtresse de Modigliani. Elle s'est suicidée
- Pierre Véry (° 1900 - † 1960) - A été élève au pensionnat Sainte-Marie à Meaux, dont il fera le cadre des Disparus de Saint Agil
- Jacques Arnold (° 1912 - † 1995) - A été élève au collège de Meaux de la 6e (1923) à la terminale (1930)
- Maurice Girodias (° 1919 - † 1990) - A été élève au collège de Meaux, vers 1928-1931. Éditeur et écrivain
- Daniel Ceccaldi (° 1927 - † 2003) - Né et inhumé à Meaux. Comédien
- Jean-Claude Brialy (° 1933 - † 2007) - Légua son château de Monthyon à la ville en 2006. Comédien[112]
- Jean-Pierre Desthuilliers (° 1939) - A été lycéen à Meaux. Poète et écrivain
- Michel Janvier (° 1954) - Né à Meaux. Illustrateur, dessinateur de BD (albums de Rantanplan, un Lucky Luke, etc.)
- Michel Houellebecq (° 1956) - A été lycéen à Meaux. Écrivain
- Véronique Genest (° 1957) - Née à Meaux, comédienne
- Catherine Corsini (° 1958) - A été lycéenne à Meaux. Réalisatrice et scénariste
- Éric Judor (° 1968) - Né à Meaux, humoriste du duo Éric et Ramzy
- Olivier Ledroit (° 1969) - Né à Meaux, dessinateur de BD
- Gilles Roussel (° 1975) - Né à Meaux, dessinateur de BD
- Djadja & Dinaz (° 1996) - Né à Meaux, rappeur.
- Ryad Kartoum (° 2001) - Né à Meaux, rappeur.

#### Sciences
- Adolphe Lenoir (1802-1860),  médecin, professeur agrégé à la Faculté de médecine de Paris, chirurgien à l'Hôpital Necker de 1842 à 1860, est né à Meaux.
- Adolphe Dutilleux (1829-1916), historien, est  né à Meaux
- Henri Moissan (1852-1907), pharmacien-chimiste français, spécialiste des corps à hautes températures, principalement connu pour avoir isolé le premier le fluor,  titulaire du prix Nobel de chimie en 1906. Ses travaux ont eu beaucoup d'applications dans l'industrie. Il a été écolier à Meaux
- Léon Charles Thévenin (1857-1926), ingénieur en télégraphie français, auteur du théorème de Thévenin, est né à Meaux.
- Raymond Mamet (1912-1996), mauricien d'ascendance française, entomologiste au Muséum national d'histoire naturelle, est mort à Meaux.
- Philippe Charlier (1977- ), médecin légiste, anatomo-pathologiste, archéo-anthropologue et paléopathologiste, est né à Meaux.

#### Sports
- Joop Zoetemelk (° 1946) - Dirige un hôtel à Meaux en 2008, champion cycliste
- Waldemar Kita (7 mai 1953) - Joueur et directeur de football professionnel FC Nantes
- Frank Lebœuf (° 1968) - A joué dans l'équipe de Meaux en 1987 et 1988, footballeur
- Yamna Belkacem (°1974...) - Athlète
- Maud Fontenoy (° 1977) - Née à Meaux, navigatrice française
- Eric Leblacher (° 1978) - Né à Meaux, cycliste
- Grégory Menkarska (° 1982) - Né à Meaux, rugbyman international
- Pascal Ancelin (° 1982) - Né à Meaux, joueur de rugby à XV
- Marina Jaunâtre (°20 mai 1982) - Née à Meaux, cycliste
- Abderrahmane Kabous (° 1983) - Né à Meaux, footballeur
- Nicolas Andréani (° 1984) - Voltigeur né à Meaux
- Geoffrey Jourdren (° 1986) - Né à Meaux, footballeur
- Eric Danty (°19..) - Joueur de football professionnel formé à Meaux. Est maintenant directeur de Meaux Football.
- Chris Mavinga (26 mai 1991) - Né à Meaux, footballeur
- Marcel Tisserand (10 janvier 1993) - Né à Meaux, footballeur international congolais
- Lucas Digne (20 juillet 1993) - Joueur de football professionnel du FC Barcelone depuis 2016
- Jade Hamaoui (13 janvier 2001) - Née à Meaux, joueuse de basket-ball professionnelle international espoir formée à Bourges
- Marine Boyer, gymnaste licenciée au club de Meaux

#### Autres
- Ogier le Danois, personnage légendaire, compagnon de Charlemagne et héros d'une chanson de geste
- Adrien Prévost de Longpérier (1816-1882), numismate et conservateur au Louvre
- Pierre Louis François Paultre de Lamotte (1774-1840), militaire français des XVIIIe et XIXe siècles, y est décédé.
- Noël Raoult (1810-1870), général français est né à Meaux
- Audrey Crespo-Mara (° 1976), journaliste est née à Meaux
- RK (° 2001), rappeur est né et a grandi à Meaux

### Héraldique, logotype et devise
| Blason de Meaux | Blason  | Parti de gueules et de sinople à la lettre M onciale d'or brochant sur le parti, au chef d'azur semé de fleurs de lis d'or. |
| Blason de Meaux | Détails | Le statut officiel du blason reste à déterminer.                                                                            |

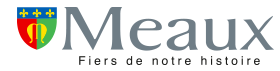
Logo de Meaux.

La ville de Meaux est dotée d'un slogan, visible sur le logo de la commune (voir à droite) : « Meaux : Fiers de notre histoire ».